# Liste der Kulturdenkmale in Crimmitschau

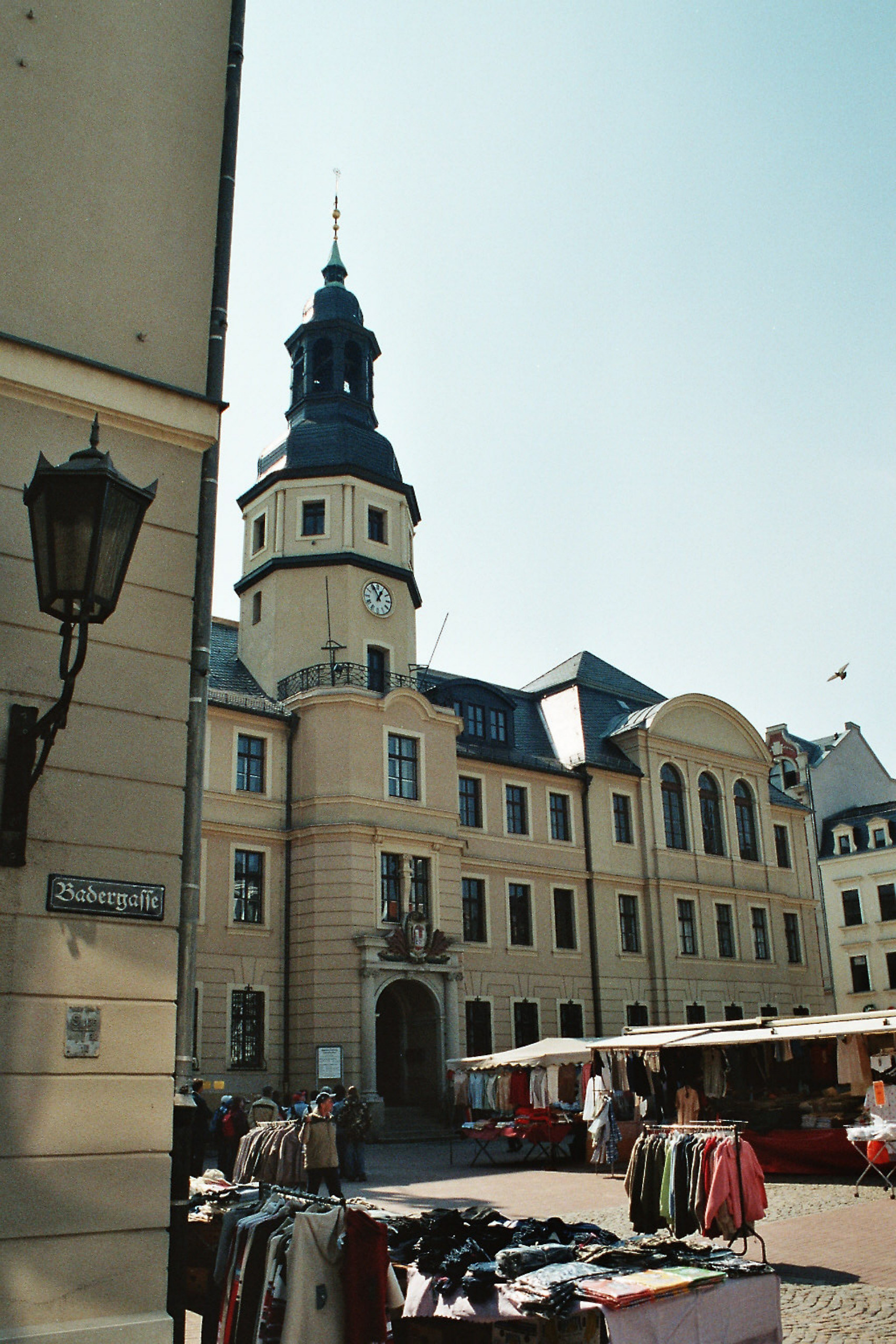
Rathaus von Crimmitschau

Die Liste der Kulturdenkmale in Crimmitschau enthält die Kulturdenkmale in Crimmitschau.
Diese Liste ist eine Teilliste der Liste der Kulturdenkmale in Sachsen.

## Legende
- Bild: Bild des Kulturdenkmals, ggf. zusätzlich mit einem Link zu weiteren Fotos des Kulturdenkmals im Medienarchiv Wikimedia Commons. Wenn man auf das Kamerasymbol klickt, können Fotos zu Kulturdenkmalen aus dieser Liste hochgeladen werden:
- Bezeichnung: Denkmalgeschützte Objekte und ggf. Bauwerksname des Kulturdenkmals
- Lage: Straßenname und Hausnummer oder Flurstücknummer des Kulturdenkmals. Die Grundsortierung der Liste erfolgt nach dieser Adresse. Der Link (Karte) führt zu verschiedenen Kartendiensten mit der Position des Kulturdenkmals. Fehlt dieser Link, wurden die Koordinaten noch nicht eingetragen. Sind diese bekannt, können sie über ein Tool mit einer Kartenansicht einfach nachgetragen werden. In dieser Kartenansicht sind Kulturdenkmale ohne Koordinaten mit einem roten bzw. orangen Marker dargestellt und können durch Verschieben auf die richtige Position in der Karte mit Koordinaten versehen werden. Kulturdenkmale ohne Bild sind an einem blauen bzw. roten Marker erkennbar.
- Datierung: Baubeginn, Fertigstellung, Datum der Erstnennung oder grobe zeitliche Einordnung entsprechend des Eintrags in der sächsischen Denkmaldatenbank
- Beschreibung: Kurzcharakteristik des Kulturdenkmals entsprechend des Eintrags in der sächsischen Denkmaldatenbank, ggf. ergänzt durch die dort nur selten veröffentlichten Erfassungstexte oder zusätzliche Informationen
- ID: Vom Landesamt für Denkmalpflege Sachsen vergebene, das Kulturdenkmal eindeutig identifizierende Objekt-Nummer. Der Link führt zum PDF-Denkmaldokument des Landesamtes für Denkmalpflege Sachsen. Bei ehemaligen Kulturdenkmalen können die Objektnummern unbekannt sein und deshalb fehlen bzw. die Links von aus der Datenbank entfernten Objektnummern ins Leere führen. Ein ggf. vorhandenes Icon  führt zu den Angaben des Kulturdenkmals bei Wikidata.

## Crimmitschau
| Bild                                    | Bezeichnung | Lage                                      | Datierung | Beschreibung | ID       |
| --------------------------------------- | --- | ----------------------------------------- | --- | --- | -------- |
| Direkt Bild zu diesem Denkmal hochladen | Denkmalschutzgebiet Stadtkern Crimmitschau (Vorschlag) |                                           | | | 09247647 |
| Direkt Bild zu diesem Denkmal hochladen | Denkmalschutzgebiet Villengebiet Lindenstraße Crimmitschau (Vorschlag) |                                           | | | 09247648 |
| Direkt Bild zu diesem Denkmal hochladen | Doppelmietshaus in geschlossener Bebauung | Am Mühlgraben 4; 6 (Karte)                | um 1905 | Städtebaulich von Bedeutung, ein Gründerzeithaus. Putzfassade, kleine Dreiecksgiebelchen als Zierelemente, Risalit, Nummer 4 mit Nummer 6 gleiche Gestaltung als Doppelhaus, originale Haustür und Fenster. | 09240335 |
| Direkt Bild zu diesem Denkmal hochladen | Mietshaus in halboffener Bebauung | Am Mühlgraben 6a (Karte)                  | um 1905 | Städtebaulich von Bedeutung, ein Gründerzeithaus. Putzfassade | 09240337 |
| Direkt Bild zu diesem Denkmal hochladen | Mietshaus in geschlossener Bebauung (Mietshauszeile mit Nr. 10, 10b und 10c) | Am Mühlgraben 10a (Karte)                 | um 1905 | Städtebaulich und baugeschichtlich von Bedeutung, ein Gründerzeithaus (Klinkerfassade). Mit 10b und 10c Mietshauszeile in gleicher Gestaltung, Klinkermischbauweise, Obergeschoss roter Klinker mit grün glasierten Ziegeln als Ornament, Fensterverdachungen in beiden Obergeschossen, dreigeschossig, Zwerchgiebel mit Muschelornament, Tor verändert, originale Fenster. | 09240332 |
| Direkt Bild zu diesem Denkmal hochladen | Mietshaus in geschlossener Bebauung (Mietshauszeile mit Nr. 10, 10a und 10c) | Am Mühlgraben 10b (Karte)                 | um 1905 | Städtebaulich und baugeschichtlich von Bedeutung, ein Gründerzeithaus (Klinkerfassade). Siehe Nummer 10a, aber keine originalen Fenster, Putzgliederung im Erdgeschoss. | 09240333 |
| Direkt Bild zu diesem Denkmal hochladen | Mietshaus in geschlossener Bebauung (Mietshauszeile mit Nr. 10, 10a und 10b) | Am Mühlgraben 10c (Karte)                 | um 1905 | Städtebaulich und baugeschichtlich von Bedeutung, ein Gründerzeithaus (Klinkerfassade). Siehe Nummer 10a, aber keine originale Fenster, Putzgliederung im Erdgeschoss, originales Tor. | 09240334 |
| Direkt Bild zu diesem Denkmal hochladen | Mietshaus in Ecklage in geschlossener Bebauung | Annenstraße 18 (Karte)                    | um 1890 | Baugeschichtlich und städtebaulich von Bedeutung, ein Gründerzeithaus. Putzfassade, Fensterverdachungen in Obergeschossen, dreigeschossig. | 09240455 |
| Direkt Bild zu diesem Denkmal hochladen | Mietshaus in Ecklage in geschlossener Bebauung | Annenstraße 21 (Karte)                    | um 1880 | Baugeschichtlich und städtebaulich von Bedeutung, ein Gründerzeithaus (mit Eckbalkon). Fensterverdachungen, an Ecke mit Balkon, Eisengitter, originale Haustür und Fenster, Putzfassade. | 09240450 |
| Direkt Bild zu diesem Denkmal hochladen | Mietshaus in halboffener Bebauung (in geschlossener Bebauung konzipiert) | Annenstraße 25 (Karte)                    | um 1880 | Baugeschichtlich von Bedeutung, ein Gründerzeithaus. Originale Fassadengliederung, Fenster und Haustür, guter Zustand, Putznutung im Erdgeschoss, Gauben original, Ziergitter an Haustür und Kellerfenstern. | 09240452 |
| Direkt Bild zu diesem Denkmal hochladen | Mietshaus in halboffener Bebauung | Annenstraße 29 (Karte)                    | um 1880 | Baugeschichtlich und künstlerisch von Bedeutung, ein Gründerzeithaus im Stil der Neorenaissance. Villenartig, Putzfassade, Putzquaderung an Ecken, Fensterverdachungen: Dreiecksgiebelchen im Erdgeschoss, waagrechtes Gebälk im Obergeschoss, reiche Fassadengliederung, Polygonmauerwerk im Sockelbereich. | 09240453 |
| Direkt Bild zu diesem Denkmal hochladen | Villa mit Einfriedung und Garten | Annenstraße 31 (Karte)                    | 1889 | Bau- und gartenkünstlerische, ortsgeschichtliche und städtebauliche Bedeutung, ein Gründerzeitbau. - Villa: Putzfassade, unregelmäßiger Grundriss, schlichter Bau, Holzüberdachung, originalen Fenstern und Haustür, Mäanderfries im Traufbereich, - Garten mit Wasserbecken, Rot-Buche und struktur- und raumbildender Bepflanzung. | 09240438 |
| Direkt Bild zu diesem Denkmal hochladen | Wohnhaus mit Einfriedung | Annenstraße 33 (Karte)                    | 1893 | Baugeschichtlich von Bedeutung, ein Gründerzeithaus. Villenartig, originale Fenster, Putznutung im Erdgeschoss, Muschelmotiv an Fensterverdachung im Obergeschoss, Bauherr Bürgerschullehrer Moritz Kramer. | 09240439 |
| Direkt Bild zu diesem Denkmal hochladen | Wohnhaus, Teil eines Doppelwohnhauses (mit Lindenstraße 28), mit Einfriedung | Annenstraße 36 (Karte)                    | um 1900 | Baukünstlerische, städtebauliche und ortsgeschichtliche Bedeutung, ein Gründerzeithaus. Putzfassade, Dreiecksgiebel, Putznutung im Erdgeschoss, Eckquaderung, überkragendes Dach. | 09240437 |
| Direkt Bild zu diesem Denkmal hochladen | Villa | Annenstraße 37 (Karte)                    | um 1915 | Baugeschichtlich und künstlerisch von Bedeutung, im Reformstil der Zeit um 1910. Bleiglasfenster, schlichter Fassadengliederung, Lisenen, Putzfassade, quadratischer Grundriss, Balkon mit kannelierten Säulen im Obergeschoss, halbrunder Erker, Putti mit Ranken. | 09240441 |
| Direkt Bild zu diesem Denkmal hochladen | Wohnhaus | Annenstraße 38 (Karte)                    | um 1890 | Baugeschichtlich von Bedeutung, ein Gründerzeithaus. Putzbau, Dreiecksgiebelverdachung über Fenstern. | 09240440 |
| Direkt Bild zu diesem Denkmal hochladen | Wohnhaus mit Einfriedung | Anton-Günther-Platz 1 (Karte)             | um 1880 | Baugeschichtlich von Bedeutung, ortsbildprägendes Gründerzeithaus. Fensterverdachungen: Dreieckgiebelchen im Obergeschoss, dreigeschossig, Putznutung im Erdgeschoss, originale Haustüren, Einfriedung bis Silberstraße 48 (Flurstück 180/2). | 09240465 |
| Direkt Bild zu diesem Denkmal hochladen | Wohnstallhaus eines ehemaligen Vierseithofes | August-Colditz-Straße 13 (Karte)          | 2. Hälfte 18. Jahrhundert | | 09240361 |
|                                         | Stadthaus (Verwaltungsgebäude mit Standesamt, ehemaliges Wohnhaus) und das mit diesem verbundene Nachbargebäude am Markt (mit älterem Portal, Türportal ehemals am Haus Herrengasse 1, Kopie an der Fassade, Original in der Durchfahrt)                                                                            | Badergasse 2 (Karte)                      | 2. Hälfte 19. Jahrhundert (Verwaltungsgebäude) | Baugeschichtlich, städtebaulich, ortshistorisch und künstlerisch von Bedeutung, künstlerisch-handwerklich bedeutendes Sitznischen-Portal der Renaissance-Zeit, das Stadthaus im klassizistischen Stil. Auf altem Plan Hausnummer 153, eines der ältesten Häuser Crimmitschaus, gehörte Brüdern Friedrich Gottlob Leopold und Julius Oehler, zwischen 1872 und 1877 als Nummer 70, gehörte Witwe Hertel, um 1895 hier Restaurant „Stadt Hamburg“, nach 1913 Ratskeller, 1919 Eigentum Stadtgemeinde, Ratskeller bis 1928, im Haus auch Stadtbibliothek, Sitznischenportal restauriert, originale Fenster, Fensterverdachung. mit Dreiecksgiebelchen | 09240307 |
| Direkt Bild zu diesem Denkmal hochladen | Mietshaus, ehemals in geschlossener Bebauung | Badergasse 7 (Karte)                      | um 1890 | Mit Laden, baugeschichtlich von Bedeutung, ein Gründerzeithaus (Klinkerfassade). Fleischerei modernisiert, Klinkermischbauweise, roter Klinker, Fensterverdachungen in beiden Obergeschoss-Segmentgiebel mit Muschelornament, waagrechte Verdachung und Dreiecksgiebelchen. | 09240304 |
|                                         | Kaufhaus | Badergasse 21 (Karte)                     | 1928 | Bedeutender Bau der klassischen Moderne, Architekt: Bernhard Sturtzkopf, städtebaulich, geschichtlich und baugeschichtlich-architektonisch von Bedeutung. Bauhauseinfluss, Architekt Sturtzkopf, Schocken-Kommandit-Gesellschaft als Erbauer, Klinkerfassade, sachliche Gestaltung, im Erdgeschoss verändert. | 09240338 |
| Weitere Bilder                          | Empfangsgebäude eines Bahnhofs und Bahnsteigüberdachung | Bahnhofstraße (Karte)                     | 1873 | Ortsgeschichtlich, technikgeschichtlich und baugeschichtlich von Bedeutung, das Empfangsgebäude ein Gründerzeitbau im Rundbogenstil. Bauübergabe 18. Mai 1873, zweigeschossig, Neoromanik, Rundbogentraufband, Sandsteinschmuckelemente an Uhr, 1913 stilgerechte Erweiterung. | 09240310 |
| Direkt Bild zu diesem Denkmal hochladen | Villa mit Einfriedung | Bahnhofstraße 4a (Karte)                  | um 1925 | Baugeschichtlich von Bedeutung, ein Bau im versachlichten Heimatstil. Putzfassade, schlichte Gestaltung, guter Originalbestand, Walmdach, erfasst unter der Anschrift: Bahnhofstraße 4. | 09240313 |
| Direkt Bild zu diesem Denkmal hochladen | Wohn- und Geschäftshaus, ehemaliger Pferdestall und Einfriedung | Bahnhofstraße 11 (Karte)                  | vor 1886 | Ortsgeschichtlich, städtebaulich und baugeschichtlich von Bedeutung, das Hauptgebäude ein repräsentativer Gründerzeitbau. Ehemalige Speditionsfirma, mehrere Bauphasen, beide Gebäudeteile Putzfassade, Eckerker, platzbildend, Stall von 1886, Wohnhaus vor 1886 errichtet, erweitert und umgebaut 1888 und 1897, ausgeführt von Baugeschäft Polster & Sohn, ehemalige Speditionsfirma Moritz Lehmann’s Nachfolger, später Franz Friedrich. | 09240312 |
| Direkt Bild zu diesem Denkmal hochladen | Wohnhaus mit Einfriedung | Beethovenstraße 6 (Karte)                 | 1936 | Zeittypisches, gestalterisch anspruchsvolles Einfamilienhaus in originalem, detailreichen Zustand, vom Leipziger Architekten Karl Knaus für die Familie Rothe erbaut, Einfriedung Klinkersockel und -pfeiler mit eingespannten Holzfeldern, baugeschichtlich wertvoll | 09306939 |
| Direkt Bild zu diesem Denkmal hochladen | Doppelwohnhaus einer Siedlung | Beethovenstraße 13; 15 (Karte)            | um 1930 | Städtebaulich und baugeschichtlich von Bedeutung, im Heimatstil, Teil der Kirschbergsiedlung. Siedlungshaus, Fassadenfärbung orangerot, Erker im Erdgeschoss, Balkon im Obergeschoss, Eckquaderung, Putzschäden, Walmdach. | 09240236 |
| Direkt Bild zu diesem Denkmal hochladen | Wohnhaus in geschlossener Bebauung, ehemalige Kinderbewahranstalt | Beyerstraße 9 (Karte)                     | 1883 | Ortsgeschichtlich und baugeschichtlich von Bedeutung, ein Gründerzeitbau im späthistoristischen Stil. Ehemalige Kinderbewahranstalt, Christusmotiv im Giebeldreieck, Kreuz am Giebel, Inschrift: „Lasset die Kinderlein zu mir kommen.“, Haustür und Fenster original, rot gefärbte Betonfenster- und -türgewände, Maurermeister Volkmar Döring. | 09240456 |
| Direkt Bild zu diesem Denkmal hochladen | Wohnhaus in halboffener Bebauung | Beyerstraße 48                            | bezeichnet 1914 | Städtebaulich und baugeschichtlich von Bedeutung, Reformarchitektur der Zeit um 1910. | 09301225 |
| Direkt Bild zu diesem Denkmal hochladen | Mehrfamilienhaus einer Siedlung | Blumweg 1 (Karte)                         | um 1930 | Städtebaulich und baugeschichtlich von Bedeutung, im Heimatstil, Teil der Kirschbergsiedlung. Siedlungshaus, Satteldach, Klinker und Putz, Staffelgiebel, Putzfelder ursprünglich abgesetzt, um Türen und an Ecken Klinker, ursprünglich Fassadenfärbung ocker. | 09240222 |
| Direkt Bild zu diesem Denkmal hochladen | Mehrfamilienhaus einer Siedlung | Blumweg 2 (Karte)                         | um 1930 | Städtebaulich und baugeschichtlich von Bedeutung, im Heimatstil, Teil der Kirschbergsiedlung. Siedlungshaus, Satteldach, Klinker und Putz, Staffelgiebel, Putzfelder ursprünglich abgesetzt, um Türen und an Ecken Klinker, ursprünglich Fassadenfärbung ocker. | 09247749 |
| Direkt Bild zu diesem Denkmal hochladen | Villa mit Einfriedung | Bodelschwinghstraße 2 (Karte)             | um 1904 | Städtebaulich und baugeschichtlich von Bedeutung, ein späthistoristischer Gründerzeitbau mit Jugendstil-Anklängen. Aufwendig gestaltete Fassade mit verschiedenen Putzstrukturen, Putzstuck, Erker, Fensteroberlichter mit gebogenen Sprossen, Rollläden im Erdgeschoss, Mezzaningeschoss, schmiedeeiserne Pforte, Bauherr Paul Donner. | 09240405 |
| Direkt Bild zu diesem Denkmal hochladen | Villa | Bodelschwinghstraße 4 (Karte)             | um 1907 | Zeittypischer Putzbau von baugeschichtlichem und städtebaulichem Wert, späthistoristisches Gebäude mit Jugendstil-Anklängen. Zweigeschossig, annähernd rechteckiger Grundriss, gegliedert durch verschiedene Erker, Gesimse und Putzbänder, seitlich ein Volutengiebel, ein Erker wird im Dachbereich als polygonales Türmchen mit Pyramidenhelm fortgesetzt, Mansardwalmdach. | 09240653 |
| Direkt Bild zu diesem Denkmal hochladen | Villa | Bodelschwinghstraße 5 (Karte)             | 1904 | Städtebaulich und baugeschichtlich von Bedeutung, ein späthistoristischer Gründerzeitbau mit Fachwerk-Giebeln. Putzfassade, Fachwerkelemente, Fachwerkzwerchgiebel und -drempel, Einfriedung 1992 erneuert, Bauherr Arno Siegel, Fabrikant. | 09240403 |
| Direkt Bild zu diesem Denkmal hochladen | Mietshaus in Ecklage in halboffener Bebauung | Bodelschwinghstraße 6 (Karte)             | um 1905 | Städtebaulich von Bedeutung, ein Gründerzeithaus (Klinkerfassade). Klinkerfassade, roter Klinker mit gelben Klinkern abgesetzt, Betonfenstergewände. | 09240406 |
| Direkt Bild zu diesem Denkmal hochladen | Mietshaus in Ecklage in halboffener Bebauung | Bodelschwinghstraße 7 (Karte)             | um 1905 | Städtebaulich von Bedeutung, ein Gründerzeithaus. Putzfassade, Sockel, gelber und roter Klinker, urspr. mit Laden, schlichte Fassadengliederung, zweigeschossig, Ecke überhöht. | 09240374 |
| Direkt Bild zu diesem Denkmal hochladen | Mietshaus in Ecklage in halboffener Bebauung | Bodelschwinghstraße 9 (Karte)             | um 1905 | Städtebaulich von Bedeutung, ein Gründerzeithaus. Ursprünglich mit Laden, Putzfassade, Erdgeschoss roter Klinker, Fenstergewände rotgefärbter Beton, zweigeschossig, Ecke überhöht. | 09240375 |
| Direkt Bild zu diesem Denkmal hochladen | Zwei Seitengebäude, Scheune, Wohnstallhaus und Torbogen eines Vierseithofes | Breitscheidstraße 8 (Karte)               | um 1800 | Wirtschaftsgeschichtlich und baugeschichtlich von Bedeutung, Fachwerkbauten. - Erstes Seitengebäude: Ursprünglich mit sechsbogiger Oberlaube, zugebaut, Erdgeschoss massiv, Krüppelwalmdach, um 1800, - Scheune: Um 1800, Krüppelwalmdach, - Zweites Seitengebäude: Stall im Erdgeschoss, Fachwerk-Obergeschoss, Erdgeschoss massiv, Obergeschoss Heuboden, Krüppelwalmdach, Heuaufzug, - Wohnhaus: Stärker verändert, Erdgeschoss massiv, ein Giebel massiv, Dachgauben verändert, Krüppelwalmdach, Balkon, Giebel zu große Fenster, aber wichtig für Ensemblewirkung. | 09240547 |
| Direkt Bild zu diesem Denkmal hochladen | Produktions- und Niederlagsgebäude der ehemaligen Textilfirma Friedrich Trommer (zwei Gebäude entlang der Buttengasse), heute Einkaufszentrum | Buttengasse 2 (Karte)                     | 1912 | Architektonisch anspruchsvoll gestaltete Putzbauten mit industriegeschichtlichem und städtebaulichem Wert. - Putzfassade mit Lisenengliederung, große Fensterflächen mit Sprossenteilung, Putzflächen stark geschädigt, Ziegelmauerwerk, auch Erinnerungswert an diese einflussreiche Textilfirma Crimmitschaus, - Fabrikbau: Dreigeschossig, unterkellert, diente als Spinnereigebäude, im Keller befanden sich Lagerräume, im Erdgeschoss war der Krempelsaal, die Spinnsäle in den darüber befindlichen Geschossen, Architekt Herrmann Knaus, heute Teil des Einkaufszentrums „Piazza“. | 09240357 |
|                                         | Tuchfabrik (mit Verwaltungsbau an der Carthäuser Straße und einem Industriegebäude an der Werdauer Straße) | Carl-Spengler-Straße 1 (Karte)            | bezeichnet 1934 (im Hof) | Ortsgeschichtlich, baugeschichtlich, technikgeschichtlich und regionalgeschichtlich von Bedeutung, der Industriebau an der Werdauer Straße im Stil der Moderne (neusachliche Fassade mit Klinkerelementen). Klinkermischbauweise am Industriebau Werdauer Straße, der Verwaltungsbau an der Carthäuser Straße bezeichnet 1837–1937 (möglicherweise 1837 Firmengründung), Anschrift ehemals Querstraße 1. | 09240457 |
| Direkt Bild zu diesem Denkmal hochladen | Sammlung aus drei unterschiedlichen Webmaschinen einschließlich der weiteren, zugehörigen Ausstattung einer Seidenmanufaktur mit Arbeitsvorlagen, -materialien, Dokumenten und Referenzen (Ausstattung: Seidenmanufaktur eschke)                                                                                    | Carl-Spengler-Straße 1 (Karte)            | Um 1900 (Musterbücher), 2008 (Greifer-Webmaschine); 1970 (Fluggreifer-Webmaschine), 1990 (Steuerung); 1987 (Greifer-Schaft-Webmaschine, Kartensteuerung); 2008 (Greifer-Webmaschine, DORNIER, Grosse-Steuerung) | Herausragendes Beispiel für den Betriebsmittel-Bestand einer sächsischen Webmanufaktur, singulär im Bereich der Textilrestaurierung seit den 1960er-Jahren, industriegeschichtlich, technikgeschichtlich, kunstgeschichtlich, künstlerisch und wissenschaftlich von Bedeutung | 09307549 |
| Direkt Bild zu diesem Denkmal hochladen | Mietshaus in geschlossener Bebauung | Carolaplatz 4 (Karte)                     | 1890 | Baugeschichtlich von Bedeutung, ein Gründerzeithaus im Stil der Neorenaissance (Klinkerfassade mit Volutengiebel). Klinkermischbauweise, Fensterverdachungen im Obergeschoss, leicht vorkragender Risalit, originale Fenster und Haustor, roter Klinker, dreigeschossig, vier Achsen, Bauherr und Baumeister Christian Hertel. | 09240466 |
| Direkt Bild zu diesem Denkmal hochladen | Amtsgericht | Carthäuser Straße 2 (Karte)               | bezeichnet 1903–1904 | Städtebaulich, ortsgeschichtlich und baugeschichtlich von Bedeutung, repräsentativer Gründerzeitbau mit Jugendstil-Elementen. Ursprünglich am Kaiserplatz gelegen, heute Carthäuser Straße, dreigeschossig, winklig angeordneter zweiflügliger Bau, zwei sandsteinerne Löwen über Eingangstor und sächsisches Wappen. | 09240444 |
| Direkt Bild zu diesem Denkmal hochladen | Doppelwohnhaus einer Siedlung | Damaschkeweg 1; 3 (Karte)                 | um 1927 | Ortsgeschichtlich, städtebaulich und baugeschichtlich von Bedeutung, ein Bau im Heimatstil, Teil der Kirschbergsiedlung. Kleiner Balkon, Doppelwohnhaus, Erker, orangerote Färbung, Eckquaderung, überkragendes Walmdach, originale Dachgauben, Biberschwänze, Eingangsbereich leicht verändert. | 09240219 |
| Direkt Bild zu diesem Denkmal hochladen | Mehrfamilienhaus einer Siedlung | Damaschkeweg 13 (Karte)                   | um 1927 | Ortsgeschichtlich, städtebaulich und baugeschichtlich von Bedeutung, ein Bau im Heimatstil mit Art-Déco-Elementen, Teil der Kirschbergsiedlung. Zwerchgiebel, Fensterläden, Putzfassade, Eckquaderung, originale Türen und Fenster, rundbogiges Fenster im Spitzgiebel, weitüberkragendes Dach, Biberschwanzdeckung, orangerote Fassadenfärbung. | 09240217 |
| Direkt Bild zu diesem Denkmal hochladen | Mehrfamilienhaus eines Siedlung | Damaschkeweg 15 (Karte)                   | um 1927 | Ortsgeschichtlich, städtebaulich und baugeschichtlich von Bedeutung, ein Bau im Heimatstil mit Art-Déco-Elementen, Teil der Kirschbergsiedlung. Zwerchgiebel, Fensterläden, Putzfassade, Eckquaderung, originale Türen und Fenster, rundbogiges Fenster im Spitzgiebel, weitüberkragendes Dach, Biberschwanzdeckung, orangerote Fassadenfärbung. | 09301380 |
| Direkt Bild zu diesem Denkmal hochladen | Mehrfamilienhaus (mit zwei Eingängen) einer Siedlung, mit Läden | Damaschkeweg 17; 19 (Karte)               | um 1927 | Ortsgeschichtlich, städtebaulich und baugeschichtlich von Bedeutung, ein Bau im Heimatstil mit Art-Déco-Elementen, zentrales Gebäude und straßenbildprägender Teil der Kirschbergsiedlung. Kopfbau der Siedlung, Putzfassade, Klinkersockel, Gesimse, große Fensterläden, Treppenhäuser hervorgehoben, in Seitenanbauten Fleischerei und Bäckerei, vermutlich seit Entstehungszeit, Walmdach, Staffelgiebel. | 09240209 |
| Direkt Bild zu diesem Denkmal hochladen | Mehrfamilienhaus einer Siedlung | Damaschkeweg 21 (Karte)                   | um 1927 | Ortsgeschichtlich, städtebaulich und baugeschichtlich von Bedeutung, ein Bau im Heimatstil mit Art-Déco-Elementen, Teil der Kirschbergsiedlung. Zweigeschossig, Fenster teilweise original, Fensterläden (zur Zeit entfernt, 2007), Fenster mit Rundbogen im Erdgeschoss, Eckquaderung, Walmdach, Zwerchgiebel, originale Haustür und Putz, Fassade orangerot, Werksteinsockel. | 09240227 |
| Direkt Bild zu diesem Denkmal hochladen | Doppelwohnhaus einer Siedlung | Damaschkeweg 23; 25 (Karte)               | um 1927 | Ortsgeschichtlich, städtebaulich und baugeschichtlich von Bedeutung, ein Bau im Heimatstil, Teil der Kirschbergsiedlung. Siedlungshäuser, orangerote Fassadenfärbung, originaler Putz und Farbgebung, Natursteinsockel, Haustür und Fenster original, kleiner Balkon über Erker, Walmdach, Gauben original, Biberschwanzdeckung. | 09240229 |
| Direkt Bild zu diesem Denkmal hochladen | Mehrfamilienhaus einer Siedlung | Damaschkeweg 27 (Karte)                   | 1927 | Ortsgeschichtlich, städtebaulich und baugeschichtlich von Bedeutung, ein Bau im Heimatstil mit Art-Déco-Elementen, Teil der Kirschbergsiedlung. Siedlungshaus, Putzfassade, Fensterläden, im Erdgeschoss Rundbogenfenster, Eckquaderung, Walmdach, Fassadenfärbung ocker, originale Haustür, Gemeinnützige Baugesellschaft als Bauherr, Ausführung: Gebr. Lippold, Arch BDA, Vierfamilienhaus Typ II.a, ursprünglich Biberschwanzdeckung rot, Flächenputz nach Entwurf hellblau rau, Profile silbergrau glatt geputzt (Edelputz). | 09240231 |
| Direkt Bild zu diesem Denkmal hochladen | Häuslerhaus | Dammstraße 7 (Karte)                      | | | 09240243 |
| Direkt Bild zu diesem Denkmal hochladen | Villa (vermutlich Fabrikantenvilla) mit Garten | Dammstraße 10 (Karte)                     | um 1905 | Baugeschichtlich und künstlerisch von Bedeutung, architektonisch qualitätvoller Klinkerbau mit Fachwerkzierelementen und Schwebegiebel, sowie reicher originaler Innenausstattung. Klinkerbau, eingeschossig, teilweise auch zweigeschossig, belebte Dachlandschaft, teilweise Satteldächer mit Schwebegiebeln, diese mit verzierten Leergespärren, Holzveranda verglast, ein Giebel mit Holzbalkon, die Brüstung gesägt, Haus roter Klinker, Verzierungen wie Friese, Lisenen, Fenstereinfassungen gelber Klinker, an einem Giebel Fachwerk, gute Innenausstattung. | 09243014 |
| Direkt Bild zu diesem Denkmal hochladen | Villa | David-Friedrich-Oehler-Straße 11 (Karte)  | um 1915 | Baugeschichtlich und städtebaulich von Bedeutung, ein Bau im Reformstil der Zeit um 1910. Zweigeschossiger Massivbau, schlichte Putzgliederung, wenig Schmuck an der Fassade, Mansarddach, aufwändiger Eingangsbereich in einer Nische, Fensterläden am Obergeschoss entfernt, originale Rosenspaliere noch vorhanden, Altan mit dorischen Halbsäulen zur Straße. | 09301227 |
| Direkt Bild zu diesem Denkmal hochladen | Mietshaus in halboffener Bebauung (bauliche Einheit mit Nr. 14 und 16) | David-Friedrich-Oehler-Straße 12 (Karte)  | um 1900 | Städtebaulich und baugeschichtlich von Bedeutung, ein Gründerzeithaus (Klinkerfassade). | 09301228 |
| Direkt Bild zu diesem Denkmal hochladen | Mietshaus in halboffener Bebauung (bauliche Einheit mit Nr. 15, 17 und 19) | David-Friedrich-Oehler-Straße 13 (Karte)  | um 1900 | Städtebaulich und baugeschichtlich von Bedeutung, ein Gründerzeithaus (Putzfassade mit Eckturm). Putzfassade, Teil einer geschlossenen Häuserzeile, dazu Nummer 15, 17, 19, Eckhäuser mit runden Ecktürmchen, mittlere Gebäude mit Erker, in Obergeschoss als Balkon, Balkongeländer, Holz verziert, überdacht, bei Nummer 13: Fassade stark vereinfacht, Fassadengliederung erhalten, Rückbau möglich. | 09240421 |
| Direkt Bild zu diesem Denkmal hochladen | Mietshaus in geschlossener Bebauung (bauliche Einheit mit Nr. 12 und 16) | David-Friedrich-Oehler-Straße 14 (Karte)  | um 1900 | Städtebaulich und baugeschichtlich von Bedeutung, ein Gründerzeithaus (Klinkerfassade). Klinkerfassade, verglaste Balkons, ursprünglich wahrscheinlich mit Bleiglasfenstern, Balkons verputzt mit Eckquaderung. | 09240420 |
| Direkt Bild zu diesem Denkmal hochladen | Mietshaus in geschlossener Bebauung mit Einfriedung (bauliche Einheit mit Nr. 13, 17 und 19) | David-Friedrich-Oehler-Straße 15 (Karte)  | um 1905 | Städtebaulich und baugeschichtlich von Bedeutung, ein Gründerzeithaus (Putzfassade). siehe Nummer 13 | 09240422 |
| Direkt Bild zu diesem Denkmal hochladen | Mietshaus in halboffener Bebauung (bauliche Einheit mit Nr. 12 und 14) | David-Friedrich-Oehler-Straße 16 (Karte)  | um 1900 | Städtebaulich und baugeschichtlich von Bedeutung, ein Gründerzeithaus (Putzfassade). Klinkermischbauweise, roter Klinker, Eckerker mit Quaderung und Putz, Fenster mit reichverzierter Fensterverdachung. | 09240419 |
| Direkt Bild zu diesem Denkmal hochladen | Mietshaus in geschlossener Bebauung mit Einfriedung (bauliche Einheit mit Nr. 13, 15 und 19) | David-Friedrich-Oehler-Straße 17 (Karte)  | um 1905 | Städtebaulich und baugeschichtlich von Bedeutung, ein Gründerzeithaus (Putzfassade). Siehe Nummer 13. | 09240423 |
| Direkt Bild zu diesem Denkmal hochladen | Wohnhaus in halboffener Bebauung (bauliche Einheit mit Karl-Marx-Straße 26) | David-Friedrich-Oehler-Straße 18 (Karte)  | um 1910 | Städtebaulich und baugeschichtlich von Bedeutung, ein markanter Bau im Reformstil der Zeit um 1905 (schmuckarme Putzfassade mit Ziegelgliederung, Fachwerkgiebel). Fachwerkzwerchgiebel und -drempel, Veranda, unregelmäßiger Grundriss, Obergeschoss Putz, Sockel Klinker, Fensterläden, Fensteroberlichter mit Sprossenteilung, Zwerchgiebel verziert. | 09240417 |
| Direkt Bild zu diesem Denkmal hochladen | Mietshaus in halboffener Bebauung mit Einfriedung (bauliche Einheit mit Nr. 13, 15 und 17) | David-Friedrich-Oehler-Straße 19 (Karte)  | um 1905 | Städtebaulich und baugeschichtlich von Bedeutung, ein Gründerzeithaus (Putzfassade mit Eckturm). siehe Nummer 13 | 09240424 |
| Direkt Bild zu diesem Denkmal hochladen | Villa mit Einfriedung im Eingangsbereich | David-Friedrich-Oehler-Straße 20 (Karte)  | um 1910 | Städtebaulich und baugeschichtlich von Bedeutung, ein Bau im Reformstil der Zeit um 1910 (prächtiger Bau mit einem säulengeschmückten halbrunden Vorbau). Putzfassade, schlichte Gestaltung, halbrunder Salon, Säulen kanneliert. | 09240418 |
| Direkt Bild zu diesem Denkmal hochladen | Doppelwohnhaus einer Siedlung | Dietrichweg 5; 7 (Karte)                  | um 1925 | Ortsgeschichtlich, städtebaulich und baugeschichtlich von Bedeutung, ein Bau im Heimatstil mit Art-Déco-Elementen, Teil der Kirschbergsiedlung. Putzfassade mit zeittypischer Ornamentik. | 09240206 |
| Direkt Bild zu diesem Denkmal hochladen | Wohnhaus in halboffener Bebauung | Donathstraße 14 (Karte)                   | um 1890 | Baugeschichtlich von Bedeutung, ein Gründerzeithaus. Putzfassade mit Putznutung im Erdgeschoss, waagrechte Fensterverdachung im Obergeschoss, vier Achsen, zweigeschossig, Satteldach, originale Fassadengliederung und Schmuck, falsche Farbgebung, Fenster erneuert. | 09240254 |
| Direkt Bild zu diesem Denkmal hochladen | Wohnhaus in halboffener Bebauung (Doppelwohnhaus mit Nr. 18) | Donathstraße 16 (Karte)                   | um 1880 | Baugeschichtlich von Bedeutung, ein Gründerzeithaus. Putzfassade mit Putznutung im Erdgeschoss, zweigeschossig, Sockel Klinker, Vorhäuschen, restauriert mit falscher Farbgebung. | 09240253 |
| Direkt Bild zu diesem Denkmal hochladen | Wohnhaus in halboffener Bebauung (Doppelwohnhaus mit Nr. 16) | Donathstraße 18 (Karte)                   | um 1880 | Baugeschichtlich von Bedeutung, ein Gründerzeithaus. Waagrechte Fensterverdachungen im Obergeschoss, zweigeschossig, Putznutung im Erdgeschoss, Gesims, Betonfenstergewände mit Verzierungen, originale Dachgestaltung, Bruchsteinsockel, Farbgebung nicht richtig, trotzdem gut restauriert, neue Fenster, Glasätzung, Holzwintergarten, im Erdgeschoss hölzernes Vorhäuschen am Eingangsbereich mit geätzten Glasscheiben. | 09240252 |
| Direkt Bild zu diesem Denkmal hochladen | Villa | Fabrikstraße 1 (Karte)                    | um 1890 | Baugeschichtlich von Bedeutung, ein Gründerzeithaus in noch spätklassizistisch wirkendem Stil. Einfache Fassadengliederung, falsche Farbfassung. | 09240346 |
| Direkt Bild zu diesem Denkmal hochladen | Mehrfamilienhaus einer Siedlung | Finckeweg 1 (Karte)                       | um 1930 | Ortsgeschichtlich, städtebaulich und baugeschichtlich von Bedeutung, im Heimatstil, Teil der Kirschbergsiedlung. Siedlungsbebauung, Putzfassade, Satteldach, Staffelgiebel, Biberschwanzdeckung, originale Gauben sowie Putz und Putzgliederung, Klinker um Türen und Sockel sowie an Hausecken. | 09240226 |
| Direkt Bild zu diesem Denkmal hochladen | Mehrfamilienhaus einer Siedlung | Finckeweg 2 (Karte)                       | um 1930 | Städtebaulich und baugeschichtlich von Bedeutung, im Heimatstil, Teil der Kirschbergsiedlung. Siedlungsbebauung, Putzfassade, Satteldach, Staffelgiebel, Biberschwanzdeckung, originale Gauben sowie Putz und Putzgliederung, Klinker um Türen und Sockel sowie an Hausecken. | 09247750 |
| Direkt Bild zu diesem Denkmal hochladen | Brücke über die Pleiße | Friedrich-August-Straße (Karte)           | um 1910 | Verkehrshistorisch, ortshistorisch und technikgeschichtlich von Bedeutung. | 09301215 |
| Direkt Bild zu diesem Denkmal hochladen | Wohn- und Geschäftshaus (ehemals mit Crimmitschauer Bank und Lichtspieltheater „Capitol“) | Friedrich-August-Straße 1c (Karte)        | 1925/1927 | Ortsgeschichtlich und baugeschichtlich von Bedeutung, straßenbildprägender Bau im Reformstil der Zeit um 1920. Großes, repräsentatives Bauwerk, ortsbildprägend, Putzfassade, Eingang überdacht, Balkon im ersten Obergeschoss, ehemaliges Kino Capitol, geschlossen, Gesims, einfache Fassadengliederung, Zwerchgiebel, Bauherr: Crimmitschauer Bank. | 09240339 |
| Direkt Bild zu diesem Denkmal hochladen | Mietshaus in Ecklage in geschlossener Bebauung | Friedrich-August-Straße 2 (Karte)         | um 1910 | Mit Laden, städtebaulich und baugeschichtlich von Bedeutung, ein Bau im Reformstil der Zeit um 1910. Putzfassade, einfacher, zeittypischer Putzstuck, originale Haustür und Fenster, Fenster mit Sprossenteilung in Oberlichtern. | 09240340 |
| Direkt Bild zu diesem Denkmal hochladen | Bankhaus | Friedrich-August-Straße 2a (Karte)        | 1926 | Gebaut als Allgemeine Deutsche Credit-Anstalt, heute Deutsche Bank, ortsgeschichtlich und baugeschichtlich von Bedeutung, ein Bau im Art-Déco-Stil. | 09240285 |
| Direkt Bild zu diesem Denkmal hochladen | Mietshaus in geschlossener Bebauung | Friedrich-August-Straße 10 (Karte)        | um 1910 | Städtebaulich und baugeschichtlich von Bedeutung, ein Bau im Reformstil der Zeit um 1910, geschlossener Straßenzug. Putzfassade, Putznutung im Erdgeschoss, Erker, Fensteroberlichter mit Sprossenteilung, Putzstuck, originale Haustür und Fenster. | 09240341 |
| Direkt Bild zu diesem Denkmal hochladen | Villa | Friedrich-August-Straße 11 (Karte)        | um 1910 | Städtebaulich und baugeschichtlich von Bedeutung, ein Bau im Jugendstil und Heimatstil der Zeit um 1910. Falscher Putz und falsche Farbgebung, Erker, Fachwerkelemente, Putzstuck. | 09240345 |
| Direkt Bild zu diesem Denkmal hochladen | Mietshaus in geschlossener Bebauung | Friedrich-August-Straße 12 (Karte)        | um 1912 | Städtebaulich und baugeschichtlich von Bedeutung, ein Bau im Reformstil der Zeit um 1910, geschlossener Straßenzug. Putzfassade, falsche Farbfassung, Putznutung im Erdgeschoss, Erker über zwei Etagen, Zwerchgiebel, originale Haustür, Fenster teilweise mit Sprossenteilung der Oberlichter. | 09240342 |
| Direkt Bild zu diesem Denkmal hochladen | Mietshaus in geschlossener Bebauung | Friedrich-August-Straße 14 (Karte)        | um 1912 | Städtebaulich und baugeschichtlich von Bedeutung, ein Bau im Reformstil der Zeit um 1910, geschlossener Straßenzug. | 09301232 |
| Direkt Bild zu diesem Denkmal hochladen | Mietshaus in geschlossener Bebauung | Friedrich-August-Straße 16 (Karte)        | bezeichnet 1912 | Städtebaulich und baugeschichtlich von Bedeutung, ein Bau im Reformstil der Zeit um 1910, geschlossener Straßenzug. | 09301233 |
| Direkt Bild zu diesem Denkmal hochladen | Mietshaus in halboffener Bebauung | Friedrich-August-Straße 18 (Karte)        | 1912 | Städtebaulich und baugeschichtlich von Bedeutung, ein Bau im Reformstil der Zeit um 1910, geschlossener Straßenzug. Zeittypische Fassadengliederung, wenig Putzstuck, Eckerker, Natursteinsockel und im Erdgeschoss-Bereich, Türmchen. | 09240343 |
| Direkt Bild zu diesem Denkmal hochladen | Wohnhaus in halboffener Bebauung | Friedrich-August-Straße 20 (Karte)        | bezeichnet 1914 | Städtebaulich und baugeschichtlich von Bedeutung, ein villenartiger Bau im Reformstil der Zeit um 1910. Bleiglasfenster, originale Eingangstür. | 09301234 |
| Direkt Bild zu diesem Denkmal hochladen | Villa mit Einfriedung | Friedrich-August-Straße 24 (Karte)        | um 1915 | Städtebaulich und baugeschichtlich von Bedeutung, ein Bau im Jugendstil der Zeit um 1905. Fachwerkzwerchgiebel, Putzstuck, Balkon, überkragende Dächer. | 09240344 |
| Direkt Bild zu diesem Denkmal hochladen | Wohnhaus in halboffener Bebauung | Friedrich-Engels-Straße 15 (Karte)        | um 1880 | Künstlerisch-architektonisch und baugeschichtlich von Bedeutung, ein Gründerzeithaus mit prächtiger Fassade (Erker, Karyatiden- und Atlanten-Figuren). Putznutung im Erdgeschoss, Erker, Fensterverdachungen im Obergeschoss mit Dreiecksgiebelchen, originalen Dachausbauten, Satteldach, sehr schöne Giebelgestaltung mit Rosette, figürlicher Schmuck, Karyatiden am Erker und an zwei Fenstern, gebundene Fenster im Erdgeschoss, originale Fenster. | 09240382 |
| Direkt Bild zu diesem Denkmal hochladen | Villa | Gabelsbergerstraße 6 (Karte)              | um 1900 | Städtebaulich und baugeschichtlich von Bedeutung, ein Gründerzeithaus mit Gesprenge-Giebeln. Putzfassade, Eckquaderung, ocker, Schwebegiebeln, Zwerchgiebel teilweise mit Zeltdach bekrönt, Reste der Einfriedung, Fensterverdachung mit Dreiecksgiebelchen, Dachausbauten original. | 09240404 |
| Direkt Bild zu diesem Denkmal hochladen | Villa mit Einfriedung | Gabelsbergerstraße 8 (Karte)              | um 1910 | Städtebaulich und baugeschichtlich von Bedeutung, ein Gründerzeithaus mit Fachwerkgiebeln. Pforte überdacht, schmiedeeiserner Zaun, Fenster mit Sprossenteilung der Oberlichter, Erker, Balkon, Fachwerkelemente, kleiner Fachwerkerker, Türmchen, Treppengeländer, Tür überdacht, Haus ocker. | 09240402 |
|                                         | Villa mit Einfriedung | Gabelsbergerstraße 10 (Karte)             | um 1912 | Städtebaulich und baugeschichtlich von Bedeutung, ein Gründerzeithaus im neobarocken Stil. Putzfassade, Medaillons, Putzstuck, Zahnschnittfries, Veranda, Erker, Fenster mit Sprossenteilung der Oberlichter, originale Türverdachungen, schmiedeeisernes Gitter. | 09240401 |
|                                         | Villa Vier Jahreszeiten mit Einfriedung | Gabelsbergerstraße 12 (Karte)             | um 1905 | Städtebaulich und baugeschichtlich von Bedeutung, ein Gründerzeithaus im späthistoristischen Stil (Klinkerfassade). Klinkermischbauweise, Erker, Putzfassade mit Putznutung, im Obergeschoss Balkon, originale Haustür mit Gitter, Dachausbauten, Fenster original, schmiedeeiserner Zaun mit Blumenornament, Zaunpfeiler teilweise erhalten. | 09240400 |
| Direkt Bild zu diesem Denkmal hochladen | Mietshaus in geschlossener Bebauung | Gablenzer Straße 5 (Karte)                | 1903 | Mit Laden, baugeschichtlich von Bedeutung, ein Gründerzeithaus (Putzfassade). Putzfassade, Putznutung im Erdgeschoss, originaler Haus- und Ladentür, Fensterverdachungen, Mittelachse und Obergeschoss hierdurch betont, Zwerchgiebel, fünf Achsen, dreigeschossig. | 09240331 |
| Direkt Bild zu diesem Denkmal hochladen | Mietshaus in halboffener Bebauung, mit Gaststätte | Gablenzer Straße 9; 11 (Karte)            | um 1905 | Ein Gründerzeithaus mit Anklängen an die späte Neogotik (Vorhangbogenfenster), baugeschichtlich von Bedeutung. Betonfenstergewände, Putzfassade, ornamentaler Schmuck am Gesims, Bleiglasfenster im Erdgeschoss, originale Tür, Gaststätte „Stadthalle“. | 09240329 |
| Direkt Bild zu diesem Denkmal hochladen | Wohnhaus in geschlossener Bebauung | Gablenzer Straße 25 (Karte)               | um 1910 | Städtebaulich von Bedeutung. Putzfassade, zweigeschossig, vier Achsen, kleiner Zwerchgiebel, originale Haustür und Fenster. | 09240328 |
| Direkt Bild zu diesem Denkmal hochladen | Mietshaus in halboffener Bebauung (bauliche Einheit mit Nr. 29 und 31) | Gablenzer Straße 27 (Karte)               | um 1905 | Städtebaulich und baugeschichtlich von Bedeutung, ein Gründerzeithaus (Klinkerfassade, Fachwerkgiebel). Teil einer Wohnhauszeile, Klinkerfassade, gelber Klinker, reiche Fassadengliederung, qualitätvoll, neue Fenster und Türen, Haus und Nachbarhäuser einheitliche Gestaltung, teilweise Schwebegiebel, Ecktürmchen, Fachwerkdrempel und Fachwerkzwerchgiebel. | 09240319 |
| Direkt Bild zu diesem Denkmal hochladen | Mietshaus in geschlossener Bebauung (bauliche Einheit mit Nr. 27 und 31) | Gablenzer Straße 29 (Karte)               | um 1905 | Städtebaulich und baugeschichtlich von Bedeutung, ein Gründerzeithaus (Klinkerfassade). Siehe Nummer 27. | 09240320 |
| Direkt Bild zu diesem Denkmal hochladen | Mietshaus in geschlossener Bebauung (bauliche Einheit mit Nr. 27 und 29) | Gablenzer Straße 31 (Karte)               | um 1905 | Städtebaulich und baugeschichtlich von Bedeutung, ein Gründerzeithaus (Klinkerfassade, Fachwerkgiebel). Siehe Nummer 27. | 09240321 |
| Direkt Bild zu diesem Denkmal hochladen | Mietshaus in geschlossener Bebauung (bauliche Einheit mit Nr. 42, 44, 46, 48 und Glauchauer Landstraße 5) | Gablenzer Straße 40 (Karte)               | um 1900 | Städtebaulich und baugeschichtlich von Bedeutung, ein Gründerzeithaus (Klinkerfassade), straßenbildprägender Stufengiebel. Teil einer einheitlich gestalteten Hauszeile, Klinkerfassade, vorwiegend roter Klinker, aufwendig gestalteter Türbereich, Überdachung, Haustür und Fenster erneuert, Gauben original, Zwerchgiebel, qualitätvolle Gestaltung. | 09240323 |
| Direkt Bild zu diesem Denkmal hochladen | Mietshaus in geschlossener Bebauung (bauliche Einheit mit Nr. 40, 44, 46, 48 und Glauchauer Landstraße 5) | Gablenzer Straße 42 (Karte)               | um 1895 | Städtebaulich und baugeschichtlich von Bedeutung, ein Gründerzeithaus (Klinkerfassade). Siehe Nummer 40. | 09240324 |
| Direkt Bild zu diesem Denkmal hochladen | Mietshaus in geschlossener Bebauung (bauliche Einheit mit Nr. 40, 42, 46, 48 und Glauchauer Landstraße 5) | Gablenzer Straße 44 (Karte)               | um 1895 | Städtebaulich und baugeschichtlich von Bedeutung, ein Gründerzeithaus (Klinkerfassade). Siehe Nummer 40. | 09240325 |
| Direkt Bild zu diesem Denkmal hochladen | Mietshaus in geschlossener Bebauung (bauliche Einheit mit Nr. 40, 42, 44, 48 und Glauchauer Landstraße 5) | Gablenzer Straße 46 (Karte)               | um 1895 | Städtebaulich und baugeschichtlich von Bedeutung, ein Gründerzeithaus (Klinkerfassade). Siehe Nummer 40. | 09240326 |
| Direkt Bild zu diesem Denkmal hochladen | Mietshaus in geschlossener Bebauung (bauliche Einheit mit Nr. 40, 42, 44, 46 und Glauchauer Landstraße 5) | Gablenzer Straße 48 (Karte)               | um 1895 | Städtebaulich und baugeschichtlich von Bedeutung, historisierende Klinkerfassade. Siehe Nummer 40. | 09240327 |
| Direkt Bild zu diesem Denkmal hochladen | Wohnhaus in offener Bebauung | Gartenstraße 12 (Karte)                   | 1903, später überformt | Baugeschichtlich von Bedeutung, villenartiger Putzbau der Gründerzeit mit qualitätvoller Innenausstattung und prächtiger Holzveranda. Bauherr Textilfabrikant Hugo Kiessling, Baugeschäft Adolf Müller, - Zweigeschossiger Putzbau, Fenster Jugendstil: Sprossenteilung Oberlichter, Süd-Ostseite Holzwintergarten aufwendig gestaltet, - Innen: Ausmalung, Vertäfelungen im Treppenhaus durch Jugendstil geprägt, Flurgarderobe erhalten, Zimmertüren Eiche mit reichen Verzierungen, Stuckdecken und Wandverkleidungen im Erdgeschoss, Parkettfußböden, im Obergeschoss ebenfalls originale Zimmertüren, - Denkmalwert: Baugeschichtlicher Wert als Beispiel Bauweise um Jahrhundertwende und für zeitgleiches Interieur, künstlerischer Wert der Ausstattung. | 09240371 |
| Direkt Bild zu diesem Denkmal hochladen | Villa | Gärtnerweg 3a (Karte)                     | 1927 | Baugeschichtlich von Bedeutung, ein Bau im Heimatstil. Putzfassade, guter Originalbestand, zeittypische Ornamentik, Sockel Werkstein, Veranda Holz, Fenster mit Sprossenteilung in Oberlichtern, Veranden, sehr schöne Haustür. | 09240504 |
| Direkt Bild zu diesem Denkmal hochladen | Mietshaus in halboffener Bebauung (Doppelmietshaus mit Glauchauer Landstraße 30) | Gerhart-Hauptmann-Straße 2 (Karte)        | um 1905 | Baugeschichtlich von Bedeutung, ein Gründerzeithaus (Klinkerfassade). Klinkermischbauweise, Sockel verputzt, roter Klinker, Putzbänder, Muschelornament über Fenster, Dreiecksgiebelchen als Fensterverdachung der mittleren Fenster, figurale und ornamentale Verzierungen. | 09240362 |
| Direkt Bild zu diesem Denkmal hochladen | Mietshaus in Ecklage und halboffener Bebauung (bauliche Einheit mit Gablenzer Straße 40, 42, 44, 46, 48) | Glauchauer Landstraße 5 (Karte)           | um 1895 | Städtebaulich und baugeschichtlich von Bedeutung, ein Gründerzeitgebäude (Klinkerfassade, Fachwerkgiebel). Teil einer Mietshauszeile mit einheitlicher Gestaltung, siehe Gablenzer Str. 40. | 09240322 |
| Direkt Bild zu diesem Denkmal hochladen | Mietshaus in halboffener Bebauung (Doppelmietshaus mit Gerhart-Hauptmann-Straße 2) | Glauchauer Landstraße 30 (Karte)          | um 1905 | Baugeschichtlich von Bedeutung, ein Gründerzeithaus (Klinkerfassade). | 09301313 |
| Direkt Bild zu diesem Denkmal hochladen | Wohnhaus | Gutenbergstraße 2b (Karte)                | Um 1908 | Eckhaus, Doppelhaus mit Erzbergerstraße 2, freistehend an der Gutenbergstraße, erbaut in der Phase der Industrialisierung Crimmitschaus, das Innere des Hauses vollständig erhalten, alles anspruchsvoll, baugeschichtlicher Wert auf Grund der ungewöhnlichen Durchgestaltung und stadtbaugeschichtlichen Bedeutung. Die Gutenbergstraße ist als einstige Albertstraße Bestandteil eines um 1870/1880 neu angelegten und teils etwas später bebauten Stadtgebiets mit orthogonalem Straßenraster nördlich der Crimmitschauer Altstadt, teilweise auf Flur Leitelshain. Es wird von der alten Straße nach Leipzig schräg durchschnitten. Vor allem entlang der das Gebiet östlich begrenzenden Pleiße mit Pleißemühlgraben entstanden im späteren 19. Jahrhundert zahlreiche Fabriken, die teils aus Mühlen hervorgegangen waren. Die Häuser des neu angelegten Viertels waren für die vom Land zugezogenen Menschen gedacht, die in diesen Fabriken arbeiteten. Nichtsdestotrotz sind die Häuser mit ungewöhnlichem Anspruch gestaltet. So auch das um 1908 gebaute Haus Gutenbergstraße 2b. Hier kreuzt die als Augustusstraße angelegte Erzbergerstraße, es handelt sich bei unserem Bau also um ein Eckhaus. Mit der Erzbergerstraße 2 bildet die Gutenbergstraße 2b ein Doppelhaus, welches an der Gutenbergstraße freisteht. Da Gutenbergstraße 2b für die Phase der Industrialisierung Glauchaus steht, hat das Haus eine stadtbaugeschichtliche Bedeutung. In seiner ungewöhnlichen Durchgestaltung weist es einen baugeschichtlichen Wert auf. Diesen gilt es wieder aufzuzeigen. Das Gebäude dreigeschossig mit ausgebautem Dach, Hauseingang auf der Rückseite im Hof, die Ecke zur Kreuzung dekorativ abgerundet, wobei die Ecke ungewöhnlicherweise ein abgerundeter Erker über die Obergeschosse ziert, ein gleicher Erker wertet die Fassade zur Erzbergerstraße auf, wobei beide Erker massiv bis ins Dach gezogen sind, an der Gutenbergstraße ein ins Dach hochgezogener Risalit, sowohl die Straßenfassade als auch die Rückseite mit einem Netz von Putzgliederungen überzogen, alle Gesimse mehrfach profiliert, die Brüstungsfelder am Erker zur Erzbergerstraße zweifach eingetieft, alle Giebel anspruchsvollst gestaltet, das Innere des Hauses vollständig erhalten mit originalem Treppenhaus, Wohnungseingangstüren und Wohnungsinnentüren, anspruchsvolle Ausführung dieser Elemente, so das Treppengeländer in einer regelrecht singulären Schmiedearbeit und die Türen mit vielfältigsten Elementen, kleinen eingeschliffenen Scheiben in Rechteck- und Rhombenform, die Türen fast durchgängig mit Dreiecksbedachungen und den Blättern mit Kassetten. | 09307364 |
| Direkt Bild zu diesem Denkmal hochladen | Wasserbecken mit Tierplastik | Hainstraße (Karte)                        | 1933 | Künstlerisch-handwerklich von Bedeutung. Errichtet vom Notwerk der Deutschen Jugend. | 09240558 |
|                                         | Kirche und Pfarrhaus | Hainstraße 1; 1a (Karte)                  | 1910 | Städtebaulich, ortsgeschichtlich, baugeschichtlich und künstlerisch-architektonisch von Bedeutung, ein ortsbildprägender Bau im Jugendstil mit Anklängen an den süddeutschen Neobarock. Aus dem Auftrag zur Architekturausschreibung: „…, daß eine äußerlich einfache, im nichtgothischen Stil gehaltene und mit einem Turm gekrönte Kirche gewünscht werde, der durch seine massige Struktur ein Gegenstück zu dem außergewöhnlich spitzen Laurentiuskirchturm bilden und die vielen in seiner Umgebung befindlichen Fabrikschornsteine beherrschen könne.“ Von 42 Konkurrenzarbeiten erhielt Architekt Walter Wiesinger (Leipzig) den ersten Preis. Grundsteinlegung: 22. Oktober 1908, Weihe des Gotteshauses: 2. Dezember 1910. - Baukosten: Kirche: 278 000 Mark, Pfarrhaus: 52 000 Mark, Boden und Abriss: 64 253 Mark, Summe: 394 253 Mark. - Hauptschmuck der Kirche, außen: Zwei Standbilder an Portalseiten – Johannis der Täufer und Johannis der Evangelist (Bildhauer Pöppelmann Dresden), - Innen: Den Altar krönende Golgathagruppe von Bildhauer Alexander Höfer (Dresden), Altar sowie Taufstein (gleicher Künstler), Dekorationsmalerei im Kirchenschiff, Mosaikbilder in Kanzel und in der Wartehalle von Joseph Goller (Dresden). | 09240353 |
|                                         | Treppenanlage (zum unteren Straßenabschnitt der Jakobsgasse) | Heinrich-Heine-Straße (Karte)             | um 1915 | Repräsentativer, städtebaulich bedeutsamer Treppenaufgang mit Geländern und Straßenlaternen vor der ehem. Gewerbeschule. In mehrerer Treppenabschnitte unterteilt, im oberen Bereich zweiläufig, Steingeländer mit Kassettierung und Eisenhandlauf, oberer Abschluss durch Brüstungsmauer sowie zwei Straßenlaternen auf steinernen Masten. | 09301049 |
|                                         | Gewerbeschule und Lehrwerkstatt | Heinrich-Heine-Straße 1 (Karte)           | 1915–1916 | Ortsgeschichtlich und baugeschichtlich von Bedeutung, Bauten im Reformstil der Zeit um 1910. Guter Originalbestand: Haustür, Bleiglasfenster, ornamentaler und figuraler Schmuck an Fassade, Fenster mit reicher Sprossenteilung, einfache Innenausstattung. | 09240267 |
| Direkt Bild zu diesem Denkmal hochladen | Villa | Heinrich-Heine-Straße 7 (Karte)           | 1911 | Städtebaulich und baugeschichtlich von Bedeutung, ein Bau mit Anklängen an den Jugendstil. Putzfassade, Balkon, einfache Gestaltung, halbrunder Erker, leichter Volutengiebel. | 09240396 |
| Direkt Bild zu diesem Denkmal hochladen | Mietshaus in Ecklage in geschlossener Bebauung | Herrengasse 11 (Karte)                    | 2. Hälfte 19. Jahrhundert | Ortsgeschichtlich und baugeschichtlich von Bedeutung, repräsentativer Gründerzeitbau (Klinkerfassade, Eckerker). Ursprünglich Weinhandlung und Weinrestaurant von Herrmann Staude, Klinkermischbauweise, roter Klinker, Eckerker, Dreiecksgiebelverdachung, Erdgeschoss Putz, verzierte Haustür. | 09240308 |
| Direkt Bild zu diesem Denkmal hochladen | Feuerwache | Hohlstraße 2 (Karte)                      | um 1900 | Ortsgeschichtlich von Bedeutung, Klinkermischbauweise, vier große Tore original, Haustür und Fenster erneuert, Gliederung roter Klinker mit Putzflächen. Verwechslung der Feuerwache mit benachbarten Wohnhaus (Nummer 2a), Denkmalwert der Feuerwache hat sich bestätigt. | 09240370 |
| Direkt Bild zu diesem Denkmal hochladen | Mietshaus in geschlossener Bebauung (bildet eine bauliche Einheit mit Petersstraße 2a) | Hohlstraße 5 (Karte)                      | um 1900 | Städtebaulich und baugeschichtlich von Bedeutung, ein Gründerzeithaus (Klinkerfassade). | 09301235 |
| Direkt Bild zu diesem Denkmal hochladen | Villa | Hospitalstraße 2 (Karte)                  | um 1880 | Städtebaulich und baugeschichtlich von Bedeutung, ein Gründerzeithaus. Putzfassade, Fensterverdachungen: Dreiecksgiebelchen, waagrechtes Gebälk mit Zahnschnitt, Zahnschnittfries unter Dach, reich gegliederte Fassade, schönes Vordach (um 1910), unter Fenster Baluster im Erdgeschoss, Bauherr: Fabrikant Schmidt. | 09240391 |
| Direkt Bild zu diesem Denkmal hochladen | Holzkassettendecke mit vier Lampen eines Wohnhauses (im Obergeschoss, Straßenseite) | Hospitalstraße 4 (Karte)                  | 1. Drittel 20. Jahrhundert | Künstlerisch-handwerklich von Bedeutung. Im ehemaligen Speisezimmer befindet sich Holzkassettendecke, Felder zwischen Holzrahmen mit einfachen gemalten Ornamenten gefüllt, ursprünglich handelte es sich um zwei getrennte Räume, Decke damit nachträglich nach Raumzusammenschluss eingebracht, Haus im Äußeren völlig verändert, daher kein Denkmalwert des Hauses. | 09242899 |
| Direkt Bild zu diesem Denkmal hochladen | Wohnhaus in geschlossener Bebauung | Hospitalstraße 5 (Karte)                  | um 1880 | Baugeschichtlich von Bedeutung, Gründerzeithaus mit wohlproportionierter Neorenaissance-Fassade. Putzquaderung im Erdgeschoss, Fensterverdachungen mit Segment- und Dreiecksgiebelchen, Putzstuckornament, Medaillons, Zahnschnittfries unter Dach, Satteldach, Stuckornament Feston. | 09240390 |
| Direkt Bild zu diesem Denkmal hochladen | Wohnhaus in halboffener Bebauung (Teil eines Doppelwohnhauses mit Nr. 11) | Hospitalstraße 9 (Karte)                  | um 1905 | Städtebaulich und baugeschichtlich von Bedeutung, ein Gründerzeithaus mit neogotischen Anklängen. Putzfassade, einfache Fenstergewände, Holzerker auf zwei Stützen im Obergeschoss. | 09240392 |
| Direkt Bild zu diesem Denkmal hochladen | Villa | Hospitalstraße 12 (Karte)                 | um 1895 | Städtebaulich und baugeschichtlich von Bedeutung, repräsentatives Gründerzeithaus (Eckturm). Putzfassade, Türmchen, originale Dachausbauten, originale Haustür und Fenster, Fensterverdachung: Dreiecksgiebelchen und waagrechtes Gebälk. | 09240394 |
| Direkt Bild zu diesem Denkmal hochladen | Villa mit Einfriedung | Hospitalstraße 15 (Karte)                 | 1888 | Städtebaulich und baugeschichtlich von Bedeutung, ein Gründerzeithaus (Klinkerfassade) im Stil der Neorenaissance. Roter Klinker, Haupteingang zugesetzt, sehr schöner, reich gegliederter Bau mit Erker, Balkonen, Klinkermischbauweise, Fassadenverzierungen, Fensterverdachung waagrechtes Gebälk, Türmchen, originale Dachausbauten, Sockel Polygonmauerwerk, schmiedeeiserner Zaun, Bauherr: Fabrikant Zeiner. | 09240393 |
| Direkt Bild zu diesem Denkmal hochladen | Wohnhaus in offener Bebauung | Hospitalstraße 17 (Karte)                 | um 1910 | Städtebaulich und baugeschichtlich von Bedeutung, ein Bau im Reformstil der Zeit um 1910. Putznutung im Erdgeschoss, Fenster mit Sprossenteilung der Oberlichter, Fachwerkelemente, originale Türüberdachung und Fenster. | 09240395 |
| Direkt Bild zu diesem Denkmal hochladen | Wohnhaus in halboffener Bebauung | Jahnstraße 9 (Karte)                      | um 1910/1915 | Mit Laden, städtebaulich und baugeschichtlich von Bedeutung, ein Bau im Reformstil der Zeit um 1910. Erker, Zwerchgiebel, Putznutung, kannelierte Säulen am Eingang. | 09240261 |
| Direkt Bild zu diesem Denkmal hochladen | Wohnhaus in geschlossener Bebauung | Jakobsgasse 10 (Karte)                    | bezeichnet 1911 | Baugeschichtlich von Bedeutung, ein Bau im Reformstil der Zeit um 1910. Aufwendig gestaltete Fassade, halbrundem Erker über zwei Etagen, verziertes Haustor mit Tordurchfahrt, Putzfassade, Fenster mit Sprossenteilung der Oberlichter, Zwerchgiebel. | 09240266 |
| Direkt Bild zu diesem Denkmal hochladen | Villa | Jakobsgasse 22 (Karte)                    | 1898 | Städtebaulich und baugeschichtlich von Bedeutung, charakteristischer Historismusbau (mit Gesprenge-Giebeln) von künstlerischem Wert. Zweigeschossiger Putzbau, Auflösung Bau in verschiedene Baukörper mit separaten Dächern, weite Dachüberstände mit Leergespärre, Türmchen, Krüppelwalmen, Holzbalken mit verzierter Holzkonstruktion. | 09240697 |
| Direkt Bild zu diesem Denkmal hochladen | Villa, ehemalige Fabrikantenvilla | Jakobsgasse 25 (Karte)                    | um 1880 | Ortsgeschichtlich und baugeschichtlich von Bedeutung, ein Gründerzeitbau im Stil der frühen Neogotik. Putzfassade, Überschlagsgesims, Erker über zwei Etagen, neue Haustür. | 09240269 |
| Direkt Bild zu diesem Denkmal hochladen | Wohnhaus in geschlossener Bebauung und Ecklage | Johannisgasse 2 (Karte)                   | um 1880 | Mit Laden, städtebaulich, künstlerisch und baugeschichtlich von Bedeutung, ein Gründerzeithaus mit zierlicher Fassadendekoration. Putzfassade, Putznutung im Erdgeschoss, Fensterverdachungen und Gewände im Obergeschoss, zweigeschossig, sechs Achsen, Lisenen an Ecken, Fenstergewände mit ornamentalem Schmuck reich verziert. | 09240303 |
|                                         | Kirche und umgebender, gärtnerisch gestalteter Kirchplatz (Gartendenkmal) mit Treppenanlage von der Lutherstraße | Johann-Sebastian-Bach-Straße 1a (Karte)   | 1937 | Baugeschichtlich, künstlerisch, städtebaulich und kunstgeschichtlich von Bedeutung, ortsbildprägender Kirchenbau des Architekten Oswin Hempel (Dresden) im Heimatstil, nahe der Kirschbergsiedlung. Eisenbetonskelettbauweise, Ziegelmauerwerk mit Tünchputz, einfache Satteldächer in Schiefer über Schiff und Turm. | 09240283 |
| Direkt Bild zu diesem Denkmal hochladen | Wohnhaus in Ecklage und halboffener Bebauung, ehemalige Reichsbanknebenstelle | Karl-Marx-Straße 1 (Karte)                | 1896 | Städtebaulich und baugeschichtlich von Bedeutung, ein repräsentativer Gründerzeitbau (Klinkerfassade) im Stil der Neurenaissance. Klinkermischbauweise, repräsentativer Bau, roter Klinker, Fensterverdachungen im Obergeschoss, Konsolen unter Dach, Putzquaderung im Erdgeschoss, Haustür und Fenster original. | 09240407 |
| Weitere Bilder                          | Villa mit Einfriedung | Karl-Marx-Straße 3 (Karte)                | wohl 1890 | Städtebaulich, künstlerisch-architektonisch und baugeschichtlich von Bedeutung, ein Gründerzeitbau mit feingliederiger Putzfassade. Putzfassade, Lisenen, Fensterverdachungen im Obergeschoss, schönes Tor, originale Haustür und Fenster, annähernd quadratischer Grundriss, Villa Albrecht. | 09240408 |
| Direkt Bild zu diesem Denkmal hochladen | Villa mit Treppenanlage und Einfriedung | Karl-Marx-Straße 5 (Karte)                | vor 1896 | Baukünstlerische und ortsgeschichtliche Bedeutung, städtebaulich und baugeschichtlich von Bedeutung, ein Gründerzeitbau. Putzfassade, Putzquaderung an Ecken, quadratischer Grundriss, originale Türüberdachung, falsche Haustür und modernisierte Fenster, heute Pflegeheim. | 09240427 |
| Direkt Bild zu diesem Denkmal hochladen | Villa mit Einfriedung | Karl-Marx-Straße 7 (Karte)                | 1902 | Baukünstlerisch und ortsgeschichtlich, städtebaulich und baugeschichtlich von Bedeutung, ein malerischer Gründerzeitbau (mit Fachwerkgiebel) im Stil des Späthistorismus. Fachwerkzwerchgiebel und -drempel, Bleiglasfenster mit Blumenmotiven, unregelmäßiger Grundriss, Sockel Polygonmauerwerk, Bauherr Rechtsanwalt Grimm, Baugeschäft Adolf Müller ausgeführt. | 09240410 |
| Direkt Bild zu diesem Denkmal hochladen | Villa mit Einfriedung und Garten | Karl-Marx-Straße 9 (Karte)                | 1910 | Bau- und gartenkünstlerisch, ortsgeschichtlich und städtebaulich von Bedeutung, ein Bau im Reformstil der Zeit um 1910. Großer Aufgang mit Säulen, Wintergarten, Halle mit Holzvertäfelung, Mezzaningeschoss, Herrenzimmer, Salon und so weiter, guter Originalbestand, Putzfassade, schlichte Außengestaltung, Standuhr und Laternen im Treppenhaus, figürlicher Schmuck an Fassade, Bauherr Franz Dietrich. | 09240414 |
| Direkt Bild zu diesem Denkmal hochladen | Wohnhaus in halboffener Bebauung (Doppelwohnhaus mit Nr. 13) | Karl-Marx-Straße 11 (Karte)               | um 1910 | Städtebaulich und baugeschichtlich von Bedeutung, ein Bau im Reformstil der Zeit um 1910, malerische Fassade mit Fachwerkgiebel. Fachwerkelemente, ursprünglich gelbe Farbe an Fassade mit rotbraunem Fachwerk an Drempel und Zwerchgiebel, Sockelbereich und Teile Erdgeschoss Klinker, Fensterläden, Fenster original, Holzveranda. | 09240415 |
| Direkt Bild zu diesem Denkmal hochladen | Wohnhaus in halboffener Bebauung (Doppelwohnhaus mit Nr. 11) | Karl-Marx-Straße 13 (Karte)               | um 1910 | Städtebaulich und baugeschichtlich von Bedeutung, ein Bau im Reformstil der Zeit um 1910. Malerische Fassade mit Fachwerkgiebel. Siehe Nummer 11. | 09240416 |
| Direkt Bild zu diesem Denkmal hochladen | Mietshaus in halboffener Bebauung (Doppelmietshaus mit Nr. 20) mit seitlicher Einfriedung | Karl-Marx-Straße 18 (Karte)               | um 1905 | Städtebaulich, künstlerisch-architektonisch und baugeschichtlich von Bedeutung, ein prächtiger Gründerzeitbau mit neobarocken Anklängen, Eckbetonung durch einen Erker. Vermutlich Villa, Putznutung im Sockel und Erdgeschoss, Erker mit Säulen, Bleiglasfenster im Treppenhaus. | 09240409 |
| Direkt Bild zu diesem Denkmal hochladen | Mietshaus in halboffener Bebauung (Doppelmietshaus mit Nr. 18) | Karl-Marx-Straße 20 (Karte)               | um 1905 | Städtebaulich, künstlerisch-architektonisch und baugeschichtlich von Bedeutung, ein Gründerzeitbau. Vermutlich Villa, mit Nachbarhaus zusammengebaut, Fensterverdachungen, Putznutung im Erdgeschoss, Putzfassade. | 09240411 |
| Direkt Bild zu diesem Denkmal hochladen | Villa mit seitlicher Stützmauer | Karl-Marx-Straße 22 (Karte)               | 1893 | Städtebaulich, künstlerisch-architektonisch und baugeschichtlich von Bedeutung, ein Gründerzeitbau. Bleiglasfenster, unregelmäßiger Grundriss, überkragendem Dach, Erker, Vorhäuschen, Balkone, Putznutung im Erdgeschoss und Sockel, Eckquaderung, Lisenen, Fensterverdachungen aufwendig gestaltet, Bauherr Realschullehrer Stapelfeld, Maurermeister Volkmar Döring. | 09240412 |
| Direkt Bild zu diesem Denkmal hochladen | Mietshaus in halboffener Bebauung (Doppelmietshaus mit David-Friedrich-Oehler-Straße 21) | Karl-Marx-Straße 24 (Karte)               | um 1905 | Städtebaulich und baugeschichtlich von Bedeutung, ein repräsentatives Gründerzeithaus. Vermutlich Mehrfamilienwohnhaus, Eckquaderung, Mittelrisalit, Zwerchgiebel, originale Dachausbauten, Sockel Polygonmauerwerk, Erker, Putzfassade, nachträglicher Garageneinbau. | 09240413 |
| Direkt Bild zu diesem Denkmal hochladen | Wohnhaus (Doppelwohnhaus mit Nr. 30) | Karl-Marx-Straße 28 (Karte)               | um 1905 | Städtebaulich und baugeschichtlich von Bedeutung, ein malerischer Gründerzeitbau (Erker, Fachwerkgiebel). - Putzfassade, Nummer 30 mit Balkon, Erker, Holzstützen verziert, Fachwerkelemente, - Nummer 28: Erker, Fachwerkerker im Dachbereich, Fensteroberlichter mit Sprossengliederung, zweigeschossig, Zwerchgiebel. | 09240491 |
| Direkt Bild zu diesem Denkmal hochladen | Wohnhaus (Doppelwohnhaus mit Nr. 28) | Karl-Marx-Straße 30 (Karte)               | um 1905 | Städtebaulich und baugeschichtlich von Bedeutung, ein malerischer Gründerzeitbau (Erker, Fachwerkgiebel). | 09301391 |
| Direkt Bild zu diesem Denkmal hochladen | Diakonat und Wohnhaus in geschlossener Bebauung | Kirchplatz 2 (Karte)                      | um 1800 | Ortsgeschichtlich und ortsbildprägend von Bedeutung, ein schlichter Barockbau. Putzfassade, Fenster- und Türgewände, Mansarddach, Haus teilweise verändert. | 09240263 |
| Direkt Bild zu diesem Denkmal hochladen | Pfarrhaus der St. Laurentiusgemeinde | Kirchplatz 3 (Karte)                      | um 1900 | Baugeschichtlich, ortsgeschichtlich und ortsbildprägend von Bedeutung, ein Bau im Stil der deutschen Neorenaissance. Putzfassade, Betontür- und Fenstergewände, Eckquaderung, schmiedeeiserne Gitter, reich verzierte Haustür, Bleiglasfenster, Zahnschnittfries, ockerfarben, Gesimse, Betonelemente rote Farbe, Volutengiebel, Fensterverdachungen mit Dreiecksgiebelchen oder waagrechtem Gebälk. | 09240259 |
| Direkt Bild zu diesem Denkmal hochladen | Wohnhaus in offener Bebauung | Kirchplatz 5 (Karte)                      | vor 1800 | Ortsbildprägend von Bedeutung, ein schlichter Barockbau. Barockes Wohnhaus, zweigeschossig, sieben Achsen, Krüppelwalmmansarddach, modernisiert. | 09240260 |
| Weitere Bilder                          | Kirche mit Ausstattung | Kirchplatz 11 (Karte)                     | 2. Hälfte 15. Jahrhundert | Baugeschichtlich, künstlerisch, ortsgeschichtlich und ortsbildprägend von Bedeutung, spätgotische Hallenkirche. Ursprünglich romanische Anlage, 1513 erweitert von Aßmann Pfeffer, regelmäßige dreischiffige Hallenkirche von fünf Jochen auf acht Eckpfeilern, zwei Kelche, Silber, vergoldet, erste und zweite Hälfte 15. Jahrhundert, drei Kelche 15. Jahrhundert, Kruzifix, fast lebensgroß 17. Jahrhundert. | 09240258 |
| Direkt Bild zu diesem Denkmal hochladen | Mietshaus, Eckhaus, nach rechts in geschlossener Bebauung | Kirschbergstraße 6 (Karte)                | um 1880 | Baugeschichtlich von Bedeutung, historistisch. Putzfassade, Putzverzierungen im Erdgeschoss, waagrechte Fensterverdachungen im Obergeschoss, Glattputz, ockerfarben, Haustür erneuert, Gesims, originale Gauben und Fenster. | 09240245 |
| Direkt Bild zu diesem Denkmal hochladen | Gefallenendenkmal für die im Ersten Weltkrieg gefallenen Mitglieder des Turnvereins | Kitscherstraße (Karte)                    | nach 1918 (Kriegerdenkmal) | Ortsgeschichtlich von Bedeutung. | 09240499 |
| Direkt Bild zu diesem Denkmal hochladen | Schlachthof, Gebäudekomplex bestehend aus Wohnhäusern, Verwaltungsgebäude, Fabrikgebäuden und Einfriedung sowie NH3-Kolbenverdichter | Kitscherstraße 10; 12; 14; 16; 18 (Karte) | 1899 | Wirtschaftsgeschichtlich, technikhistorisch, ortsgeschichtlich und baugeschichtlich von Bedeutung, ortsbildprägende Bauten der Gründerzeit in Klinkerbauweise, darunter ein markanter Turm. Oranger Klinker mit Werksteinsockel, Zaunspfeiler Klinker. | 09240363 |
| Direkt Bild zu diesem Denkmal hochladen | Wohnstallhaus, Scheune und zwei Seitengebäude eines Vierseithofes | Kitscherstraße 35 (Karte)                 | um 1750 (Wohnstallhaus) | Wirtschaftsgeschichtlich, städtebaulich und baugeschichtlich von Bedeutung, Fachwerkbauten mit altertümlicher Fachwerkkonstruktion (die Scheune mit Kopfstreben). - Ein Seitengebäude (straßenseitig): Geblattete Kopfstreben, zweigeschossiger Ständerbau, vermutlich um 1600 oder vorher, Holz gebeilt, teilweise verkleidet, - Wohnhaus: Um 1750, teilweise verändert und erweitert, Kniestock um 1900, Hofansicht gewahrt, alle Satteldächer, ortsbildprägend, wichtig, schlechter Bauzustand des straßenseitigen Seitengebäudes, - Scheune: Um 1700, teilweise erweitert um 1900, doppelte Kopfstreben geblattet. | 09240530 |
| Direkt Bild zu diesem Denkmal hochladen | Zwei Seitengebäude eines Vierseithofes | Kitscherstraße 47 (Karte)                 | um 1800 | Baugeschichtlicher und städtebaulicher Wert, Fachwerkbauten. Krüppelwalmdach, Giebel verschiefert, Erdgeschoss massiv, leerstehend, wichtig für Ortsbild, Abbruch für ein Seitengebäude genehmigt. | 09240529 |
| Direkt Bild zu diesem Denkmal hochladen | Wohnstallhaus, Scheune und zwei Seitengebäude eines Vierseithofes | Kitscherstraße 51 (Karte)                 | vor 1800 | Fachwerkbauten, das Wohnhaus mit altertümlicher Fachwerkkonstruktion (Wilder-Mann-Figur, V-Streben), wirtschaftsgeschichtlich und baugeschichtlich von Bedeutung. Alle Satteldach, Seitengebäude: K-Streben und Streben um 1720, Dachluke, Scheune eingeschossig, Fachwerk, Giebeldreieck verbrettert, Wohnstallhaus um 1800. | 09240528 |
| Direkt Bild zu diesem Denkmal hochladen | Wohnstallhaus und Seitengebäude eines Vierseithofes und Torbogen | Kitscherstraße 88 (Karte)                 | um 1700 | Baugeschichtlich von Bedeutung, Fachwerkbauten. Wohnhaus: sehr guter Originalbestand, Fachwerk-Obergeschoss, Erdgeschoss massiv, Krüppelwalmdach, Abbruchgenehmigung für das Seitengebäude liegt vor, 2009 noch nicht abgebrochen. | 09240546 |
| Weitere Bilder                          | Brunnenanlage „Wettinbrunnen“ mit Figurengruppen, künstliche Grotte (Bismarck-Denkmal) sowie Brücke mit Geländer und Figuren über die Zeitzer Straße | Leipziger Straße (Karte)                  | 1914 (Wettinbrunnen) | Ortsgeschichtlich, künstlerisch und städtebaulich von Bedeutung. Einzeldenkmale im Stadtparkgelände: (siehe auch Sachgesamtheit 09240389) - Wettinbrunnen: 1914 Einweihung, von Land Sachsen anlässlich der 500jährigen Stadtfeier von Crimmitschau gestiftet, Sandstein, Figuren Handel und Industrie symbolisierend von Edmund Möller (Dresden) geschaffen, - Grotte: Aus Jenaer Keuperkalk, mit Portraitmedaillon Bismarcks, - Brücke: Von Stadtrat Zeiner gestiftet, 1901 Einweihung, Fußgängerbrücke über Zeitzer Straße zur Heinrich-Heine-Straße, mit schmiedeeisernem Geländer und Figuren, 2001 restauriert. | 09301050 |
| Weitere Bilder                          | Sachgesamtheit Stadtparkanlage mit Geländemodellierung und Flächengliederung, Wege- und Platzanlagen, struktur- und raumbildender Bepflanzung (Gartendenkmal) sowie Brunnenanlage »Wettinbrunnen« mit Figurengruppen, künstliche Grotte (Bismarck-Denkmal), Brücke mit Geländer und Figuren über die Zeitzer Straße | Leipziger Straße (Karte)                  | 1549–1865 (Friedhof) | Ortsgeschichtlich, gartenkünstlerisch und städtebaulich von Bedeutung. (Einzeldenkmale siehe Obj. 09301050) Ursprünglich von 1549 bis 1865 Friedhofsgelände mit Kapelle „Zum Heiligen Kreuz“, bis 1865 Neuanlage des Friedhofes in der Zeitzer Straße 1, 1895, anlässlich des 80. Geburtstages Otto von Bismarcks, Beschluss des Stadtrates von Crimmitschau zur Umgestaltung des ehemaligen Friedhofsgeländes zum Stadtpark, 6. Juli 1899 Einweihung als „Bismarckhain“, Umbenennung 1946 in „Friedenspark“, 1999 wieder Umbenennung in „Bismarckhain“, | 09240389 |
| Direkt Bild zu diesem Denkmal hochladen | Mietshaus in geschlossener Bebauung | Leipziger Straße 7 (Karte)                | 1886 | Mit Laden, städtebaulich und baugeschichtlich von Bedeutung, ein Gründerzeithaus. Putzfassade, kannelierte Pilaster, im Dachbereich verändert, Ladeneinbau erneuert. | 09240264 |
| Direkt Bild zu diesem Denkmal hochladen | Mietshaus in geschlossener Bebauung | Leipziger Straße 9 (Karte)                | um 1886 | Mit Laden, städtebaulich und baugeschichtlich von Bedeutung, ein Gründerzeithaus. Originale, reich verzierte Haustür, Fensterverdachungen in Obergeschoss, Gauben original. | 09240265 |
| Direkt Bild zu diesem Denkmal hochladen | Mietshaus in geschlossener Bebauung | Leipziger Straße 25 (Karte)               | 1909 | Mit Laden, städtebaulich und baugeschichtlich von Bedeutung, ein Jugendstilbau (Klinkerfassade) mit straßenbildprägendem Erker. Weißglasierte Ziegel mit grünglasierten Ziegelbändern, Rosettenfries unter Dach, Fachwerkelemente, Fenster mit Sprossenteilung der Oberlichter, originale Haustür, Laden aus Entstehungszeit mit Verzierungen am Holz, Oberlichter grünes Glas, Zwerchgiebel verziert. | 09240386 |
| Direkt Bild zu diesem Denkmal hochladen | Kirchgemeindehaus der St. Laurentiuskirche | Leipziger Straße 27 (Karte)               | 1902 | Städtebaulich und baugeschichtlich von Bedeutung, „Rundbogenstil“, stark historisierend, Fachwerkgiebel und Lutherstandbild an der Fassadenecke. Aufwendig gestalteter Bau, einmalig, Gemeindesäle im Erdgeschoss, originale Haustüren, Wohnungstüren, Säulen in Erdgeschoss-Halle, geschnitztes Treppengeländer, an Gebäudeecke Lutherplastik, Freitreppe zum Garten, Klinkermischbauweise, roter Klinker im Erdgeschoss, Fenster mit Sprossenteilung der Oberlichter, grüngestrichen, Haustür grün, gusseiserne Treppenlaternen, Fachwerkteile, originaler Putz, Gesims als Zahnschnittfries, Bauherr: Curatorium des Vereins für kirchliche Gemeindepflege, Baumeister: Baugeschäft Adolf Müller, Crimmitschau. | 09240387 |
| Direkt Bild zu diesem Denkmal hochladen | Mietshaus in geschlossener Bebauung | Leipziger Straße 40 (Karte)               | um 1905 | Städtebaulich und baugeschichtlich von Bedeutung, eklektizistisch mit neogotischen Anklängen. Putzfassade mit reicher Fassadengliederung, originale Fenster und Türen, halbrunder Erker, Zwerchgiebel, Neorenaissanceornamentik. | 09240384 |
| Direkt Bild zu diesem Denkmal hochladen | Wohnhaus in halboffener Bebauung | Leipziger Straße 85 (Karte)               | um 1900 | Städtebaulich und baugeschichtlich von Bedeutung, ein Gründerzeithaus mit repräsentativer Fassade (Stuckmedaillons). Reich verziert mit Stuckornamentik und Quaderung, zweigeschossig, Haustür original. | 09240255 |
| Direkt Bild zu diesem Denkmal hochladen | Mietshaus in halboffener Bebauung | Leipziger Straße 111 (Karte)              | um 1890 | Städtebaulich und baugeschichtlich von Bedeutung, ein Gründerzeithaus (Klinkerfassade). Klinkerfassade, roter Klinker, gelber Klinker als Verzierung, dreigeschossig, fünf Achsen, sehr guter Originalzustand, wenige Fenster erneuert, Konsolen unter Dach, originale Gauben. | 09240249 |
| Direkt Bild zu diesem Denkmal hochladen | Mietshaus, in halboffener Bebauung konzipiert | Leipziger Straße 113 (Karte)              | um 1900 | Mit Laden, städtebaulich und baugeschichtlich von Bedeutung, ein Gründerzeithaus (Klinkerfassade). Klinkerfassade, waagrechte Fensterverdachungen, gelber Klinker, roter Klinker als Eckquaderung im Erdgeschoss, Betoneckquaderung und Betonfenstergewänden, dreigeschossig, fünf Achsen, originale Gauben, Konsolen unter Dach, Fenster original. | 09240250 |
| Direkt Bild zu diesem Denkmal hochladen | Villa mit Einfriedung | Leipziger Straße 115 (Karte)              | um 1905 | Baugeschichtlich und künstlerisch-architektonisch von Bedeutung, malerischer Gründerzeitbau (Klinkerfassade) mit Verandenvorbau und Fachwerkgiebeln und -türmchen. Roter Klinker, Fachwerkelemente, Holzerker, reich verziert, Eckquaderung, Oberlichter Fenster mit Farbglas, Oberlichter mit Sprossenteilung, kleine Holzveranda mit Verzierungen, Türmchen, Zaunpfeiler Klinker. | 09240251 |
| Direkt Bild zu diesem Denkmal hochladen | Textilfabrik (heute Museum) mit Verwaltungsgebäude, Kesselhaus, Spinnereigebäude, Färbereigebäude, Wolllager und Maschinenausstattung | Leipziger Straße 125 (Karte)              | ab 1859 | Bedeutender Industriebau im Reformstil der Zeit um 1910, ortsgeschichtlich, baugeschichtlich und technikgeschichtlich von Bedeutung. - Verwaltungsgebäude: 1911, viergeschossig, - Erdgeschoss: Verwaltung, Garagen, Musterlager, - Erstes Obergeschoss: Ausnäherei, Speiseraum, - Zweites Obergeschoss: Kettschärerei mit Konus-, Schär- und Aufbäummaschinen, Hersteller: Gebr. Sucker, Webstuhl- und Maschinenfabrik Großenhain, Baujahr 1910, - Drittes Obergeschoss: Lager, - Kesselhaus: 1885, eingeschossig, mit Dampfverteilung und Maschinenhaus, Dampferzeuger, Wasseraufbereitung, Kondensatsammler und ehemals Dampfmaschine (heute nicht mehr vorhanden), Hersteller: Dampfkesselbau Dresden, Fa. Jacob Apparatebau Zwickau, Baujahr 1963 bis 1989, - Spinnereigebäude: 1912, viergeschossig, - Erdgeschoss: Wolferei und Krempelei: Krempelwolf, pneumatische Wolltransportanlage, Dreisatzkrempel, Hersteller Fa. Morgner Werdau, Fa. Kirchhof Werdau und Fa. Schwalbe, Baujahr 1911 bis 1941, - Erstes Obergeschoss: Spinnsaal mit Streichgarn-Differential-Wagenspinner, Hersteller Fa. Schwalbe, - Zweites Obergeschoss: Spinnsaal mit Streichgarn-Differential-Wagenspinner, Hersteller Fa. Schwalbe und Fa. Hartmann, Baujahr 1932 bis 1939, - Drittes Obergeschoss: Facherei und Lager mit Fachmaschinen, Hersteller Fa. Hamel, Fa. R. Voigt Chemnitz, Textima Karl-Marx-Stadt, Baujahr 1939 bis 1959, - Färbereigebäude: 1885, eingeschossig, Nutzung als Wäscherei, Stückfärberei, Flockefärberei mit Strangwaschmaschinen, Zentrifugen, Stückefärbekufen, Färbapparate für loses Material, Foulard, Hersteller Fa. J. G. Lindner, Kettling und Braun, Maschinenfabrik Sangerhausen, Textima Forst, Baujahr 1916 bis 1979, - Wolllager: 1880, zweigeschossig, - Erdgeschoss: Lager, Wolltrocknung mit Siebtrommeltrockner und Musterkrempel, - Erstes Obergeschoss: Büroräume und Lager, - Webereigebäude: 1899, dreigeschossig, - Erdgeschoss: Appretur mit Zylinderwalken, Rauhmaschinen, Schärzylinder, Schau- und Ablestafeln, Wickel- und Doubliermaschinen, Finish-Dekatiermaschine und Trockenmaschine, Hersteller Kettling und Braun, Fa. Gessner, Fa. R. Jahr Gera, Textima Gera und Aue, Appreturmaschinenbau Crimmitschau, Baujahr 1899 bis 1981, - Erstes Obergeschoss: Zwirnerei und Spulerei mit Ringzwirnmaschinen, Schussspulmaschinen, Hersteller Carl Hamel Schönau, Fa. Bekel und Reif, Textima Karl-Marx-Stadt, Baujahr 1921 bis 1967, - Zweites Obergeschoss: Weberei, mechanische Tuchwebstühle Mod CFS, Hersteller Louis Schönherr Chemnitz, Textima Karl-Marx-Stadt, Baujahr 1937 bis 1968, Maschinenausstattung: siehe unter Sammlung/Ausstattung. | 09240531 |
| Direkt Bild zu diesem Denkmal hochladen | Sammlung von Marionetten und Stabpuppen sowie Kulissen aus dem Nachlass von Max Wagner-Liebhaber (Aufbewahrungsort: Heimatmuseum) | Leipziger Straße 125 (Karte)              | | Künstlerisch-handwerklich von Bedeutung. Sammlung wurde umverlagert von Friedrich-August-Straße 1 in die Leipziger Straße 125 (Archiv/Heimatmuseum). | 09240468 |
| Direkt Bild zu diesem Denkmal hochladen | Mietshaus in halboffener Bebauung | Leipziger Straße 130 (Karte)              | um 1905 | Städtebaulich und baugeschichtlich von Bedeutung, ein Gründerzeithaus (Klinkerfassade, Fachwerkgiebel). Klinkerfassade, roter Klinker, zweigeschossig, Fachwerkzwerchgiebel, Erker, Gauben mit Zeltdach, Holzverkleidung, roter Klinker, Eckquaderung. | 09240248 |
| Direkt Bild zu diesem Denkmal hochladen | Sachgesamtheit Lindenstraße, Abschnitt des Villenviertels Lindenstraße zwischen Westberg- und Annenstraße mit wechselständiger Linden-Allee und historischem Straßenpflaster (Sachgesamtheitsteile) | Lindenstraße (Karte)                      | um 1900 | Städtebaulich und stadtteilgeschichtlich von Bedeutung. - Allee: Sommer-Linde (Tilia Cordata), wechselständig, zweireihig, straßenbegleitend, - Straßenbelag: Wirr-Pflaster (Naturstein) zwischen Marien- und Annenstraße, sonst Kopfsteinpflaster, Fußwege in wassergebundener Decke bzw. Gehwegplatten. | 09246651 |
| Direkt Bild zu diesem Denkmal hochladen | Handelsschule | Lindenstraße 3 (Karte)                    | 1894/1895 | Ortsgeschichtlich von Bedeutung. Historistische Putzfassade, Putzquaderung, Baumeister Robert Zschack. | 09240276 |
| Direkt Bild zu diesem Denkmal hochladen | Städtische Schulturnhalle | Lindenstraße 5 (Karte)                    | 1900 | Geschichtlich und ortsgeschichtlich von Bedeutung, ein Gründerzeitbau. | 09240277 |
| Direkt Bild zu diesem Denkmal hochladen | Schule | Lindenstraße 6 (Karte)                    | 1896–1897 (Schule) | Repräsentativer Gründerzeitbau, ortsgeschichtlich und baugeschichtlich von Bedeutung. Repräsentativer Bau, Putznutung, Putzquaderung an Ecken, Zahnschnittfries unter Dach, Mittelrisalit, ehemalige Realschule mit Realgymnasium, nach Entwurf des ehemaligen Stadtbaudirektors Richter, Neorenaissance, seit 1963 Julius-Motteler-Schule, 1896/97 als Höhere Bürgerschule erbaut, 1916 Umwandlung in Realgymnasium und Realschule. | 09240275 |
|                                         | Villa mit Einfriedung (heute Schulhort mit Schulsternwarte) | Lindenstraße 8 (Karte)                    | 1888 | Baukünstlerische-architektonisch und ortsgeschichtliche Bedeutung, ein repräsentativer Gründerzeitbau. Architekt: Max Pommer, Leipzig. Heute mit Schulsternwarte, Klinkerfassade, Erker, Fensterverdachung mit Dreiecksgiebelchen, Mittelrisalit, gelbe Klinker, Zahnschnittfries unter Dach, schmiedeeisernem Tor an Einfriedung etwa quadratischer Grundriss, ehemalige Villa des Bankiers Gustav Händel. | 09240278 |
| Direkt Bild zu diesem Denkmal hochladen | Villa mit Einfriedung | Lindenstraße 9 (Karte)                    | 1923 | Baukünstlerische, städtebauliche und ortsgeschichtliche Bedeutung, ein Bau im Reformstil um 1910, mit Art-déco-Anklängen. Putzfassade, kannelierte Pfeiler an Tür, originale Haustür, schmiedeeisernes Gitter, Rollläden, halbrunde Fenster mit Eierstabmotiv aus Putz, Putzstuckelemente, Zwerchgiebel, Mansarddach, Garage mit originalem Tor, Baumeister: Heinrich Mossdorf, Leipzig, Bauzeichnung enthält farbige Fassung, Fensterläden ursprünglich grün. | 09240279 |
| Direkt Bild zu diesem Denkmal hochladen | Villa | Lindenstraße 10 (Karte)                   | um 1915 | Baukünstlerische, städtebauliche und ortsgeschichtliche Bedeutung, ein Gründerzeitbau. Putzfassade, Putzstuck, Veranda, Balkon. | 09240280 |
| Direkt Bild zu diesem Denkmal hochladen | Villa | Lindenstraße 11 (Karte)                   | 1887 | Baukünstlerische, städtebauliche und ortsgeschichtliche Bedeutung, repräsentativer Gründerzeitbau (Klinkerfassade) im Stil der Neorenaissance, Architekt: Max Pommer, Leipzig. Klinkermischbauweise, quadratischer Grundriss, Eckquaderung, Bossenquaderung, Mittelrisalit, Säulenportikus am Eingang, Dreiecksgiebel, Fensterverdachung mit Dreiecksgiebelchen im Erdgeschoss und waagrechtem Gebälk im Obergeschoss, originale Haustür und Fenster, weit überkragendes Dach, figürlicher Fries gemalt im Traufbereich, Bleiglasfenster Treppenhaus, Veranda mit ursprünglich Pergola, unter Terrasse Garagen, Erker, Balkon an Gartenseite, Schäden am Dach, dadurch Fries teilweise geschädigt, Polygonsockel, Bauherr: O. Hendel, Crimmitschau, Architekt Max Pommer, Maurermeister Emil Birkner. | 09240425 |
| Direkt Bild zu diesem Denkmal hochladen | Villa mit Einfriedung, Garten und Remisengebäude | Lindenstraße 12 (Karte)                   | um 1890 | Zeittypisches Bauensemble von baugeschichtlichem und städtebaulichem Wert, ein Gründerzeitbau mit wertvoller Innenausstattung. - Villa: Über unregelmäßigem Grundriss, ein- bis zweigeschossig, Sockel Polygonmauerwerk, Putzbau mit Putznutung an Hausecken, profilierte Gesimse, Fensterverdachungen durch waagerechtes Gebälk, Dreieckgiebel und Segmentbögen, gartenseitig hölzerne Veranda mit verzierten Balkenköpfen, straßenseitig kleiner eingeschossiger polygonaler Erker, über Turmzimmer Glockendach, im Inneren Fliesen in Veranda und Hausflur, Dielen und teilweise Parkett, bauzeitliche Zimmertüren – teilweise mehrflügelig mit Sprossenteilung, Fenster mit Kristallschliff, Reste des Kaminumbaus (Holz/Marmor) und Lüftungsgitter Jugendstil, Stuckdecken bauzeitlich und zwei Decken 1920er Jahre (Umbauphase), in Keller ehemalige Wirtschaftsräume mit altem Kohleherd und Wandfliesen (grün), Decke preußische Kappen, - Einfriedung: Böschungsmauer Naturstein eventuell Porphyr, Eisenzaun mit eisernen Zaunpfeilern, aufwändig gestaltetes Tor, - Remise: Eingeschossig mit Drempel, Drempel mit Zierfachwerk (Andreaskreuze), - Taubenverschlag mit verzierten Stangen, Fassade gelber Klinker mit hellgrün glasierten Ziegeln dekoriert, Holztüren und Holzschiebetore (vor Remise), - Im Pferdestall noch alte gusseiserne Trennwand und Wandfliesen (oktogon, hellblau), Vorrichtungen für Kumte, Denkmalwert: Als Teil der Villenbebauung Lindenstraße von städtebaulichem und stadtentwicklungsgeschichtlichem Wert, weiterhin baugeschichtlicher Wert. | 09248148 |
| Direkt Bild zu diesem Denkmal hochladen | Wohnhaus in halboffener Bebauung (Doppelwohnhaus mit Nr. 15) mit Einfriedung | Lindenstraße 13 (Karte)                   | 1890 | Baukünstlerische, städtebauliche und ortsgeschichtliche Bedeutung, ein Gründerzeithaus. Doppelhaus, Putzfassade, Eigentümer ursprünglich Volkmar Döring. | 09240429 |
| Direkt Bild zu diesem Denkmal hochladen | Villa mit Einfriedung | Lindenstraße 14 (Karte)                   | um 1900 | Baukünstlerisch, städtebaulich und ortsgeschichtlich von Bedeutung, ein Gründerzeitbau. Holzveranda, Türüberdachung, schmiedeeiserne Einfriedung, Erker, Fensterverdachungen, originale Haustür und Fenster, Putzfassade, Bauherr: Paul Illgen, Architekt und Maurermeister Emil Birkner Crimmitschau. | 09240426 |
| Direkt Bild zu diesem Denkmal hochladen | Wohnhaus in halboffener Bebauung (Doppelwohnhaus mit Nr. 13) mit Einfriedung | Lindenstraße 15 (Karte)                   | 1884 | Gründerzeithaus von baukünstlerischer, städtebaulicher und ortsgeschichtlicher Bedeutung. Architektonisch anspruchsvoller Gründerzeitbau, 1884 für den Maurermeister Volkmar Döring erbaut. Der villenartig gestaltete Bau ist Teil einer annähernd zeitgleich gebauten Villensiedlung aus dem ausgehenden 19. Jahrhundert. Bestimmendes Gestaltungselemente ist die Rustikagliederung, prägend sind auch die dominanten Seitenrisalite mit Ziergiebel und turmartigem Abschluss. Der Hauseingang ist zurückversetzt und wird überdacht durch ein Glasdach mit zierlicher Eisenstützkonstruktion. Eingefasst wird der Hauseingang durch ein sparsam gegliedertes Rundbogenportal aus Naturstein. Das Haus steht zurückgesetzt und hatte ebenso wie die Nachbarbebauung einen Vorgarten und eine reich geschmückte Einfriedung, einen Eisengitterzaun mit steinernen Zaunpfeilern. Das Eisengittertor war befestigt an zwei Natursteinpfeilern mit Abdeckplatten. Das Haus wurde vor 2010 denkmalgerecht saniert. Die ebenfalls auf Grund ihrer künstlerischen Qualität (künstlerischen Bedeutung) denkmalgeschützte Einfriedung wurde ohne Genehmigung entfernt. Die aufwendige Gliederung und architektonisch anspruchsvolle Gestaltung des Hauses begründet dessen künstlerische Bedeutung. Als Bestandteil einer zeitgleich entstandenen Villen- und Wohnhaussiedlung, die in ausgezeichnetem Originalzustand überliefert ist, kommt dem Gebäude baukünstlerische, baugeschichtliche, städtebauliche sowie stadtentwicklungsgeschichtliche Bedeutung zu. | 09240430 |
| Direkt Bild zu diesem Denkmal hochladen | Villa mit Einfriedung (außer Einfahrtstor) | Lindenstraße 18 (Karte)                   | 1896 | Baukünstlerische, städtebauliche und ortsgeschichtliche Bedeutung, repräsentativer Gründerzeitbau (Klinkerfassade), Architekt: Max Pommer, Leipzig. Klinkerfassade, Erker, Balkone, Sockel Polygonmauerwerk, Bauherr Reinhard Kempte Fabrikant, Architekt Max Pommer, Leipzig. | 09240428 |
| Direkt Bild zu diesem Denkmal hochladen | Villa | Lindenstraße 20 (Karte)                   | 1907 | Baukünstlerisch, städtebaulich und ortsgeschichtlich von Bedeutung, ein Bau im Stil des Späthistorismus mit mächtigem Volutengiebel, Neorenaissance, Putzstuck, plastischer Verzierung Giebel, Ecktürmchen, Zwerchgiebel, Erker, Fenster mit Sprossenteilung der Oberlichter, unregelmäßiger Grundriss, Bauherr: Fabrikant Paul Ehrler, Architekt: Alfred Müller, Leipzig. | 09240431 |
| Direkt Bild zu diesem Denkmal hochladen | Villa | Lindenstraße 21 (Karte)                   | 1887 | Baukünstlerisch, städtebaulich und ortsgeschichtlich von Bedeutung, ein Gründerzeitbau. Putzfassade, Eckquaderung, originale Haustür und Fenster, Bauherr: Ferdinand Kürzel, Fabrikant, Maurermeister: Volkmar Döring. | 09240433 |
| Direkt Bild zu diesem Denkmal hochladen | Villa mit Einfriedung | Lindenstraße 22 (Karte)                   | 1890 | Baukünstlerische, städtebauliche und ortsgeschichtliche Bedeutung, ein Gründerzeitbau. Putzfassade, Porphyrelemente, Holzveranda, schlichte Gestaltung, Bauherr: Richard Nitzsche, Architekt: Max Pommer (oder Rommer) Leipzig, Maurermeister Adolf Müller. | 09240432 |
| Direkt Bild zu diesem Denkmal hochladen | Villa mit Einfriedung (ohne Tor) | Lindenstraße 23 (Karte)                   | 1903 | Baukünstlerisch, städtebaulich und ortsgeschichtlich von Bedeutung, ein Bau im Stil der deutschen Neorenaissance mit straßenbildprägendem Schweifgiebel. Sandsteinverkleidung, reiche ornamentale Verzierung, Neorenaissancegiebel, Eckturm mit Helm, Bauherr: Reinhard Strauß, Baumeister: Emil Birkner, Architekt: Th. Ferber, Berlin, (später Krankenhaus mit Operationsraum ?) | 09240434 |
| Direkt Bild zu diesem Denkmal hochladen | Villa mit Torpfeilern und Gittertor | Lindenstraße 26 (Karte)                   | 1892 | Baukünstlerische, städtebauliche und ortsgeschichtliche Bedeutung, ein Gründerzeitbau (Klinkerfassade) im Stil der deutschen Neorenaissance. Klinkermischbauweise, Erker Natursteinverkleidung, Putzstuck, Treppenaufgang, originalen Fenstern und Türen, Gauben, Zwerchgiebel, Türverdachung, roter Klinker, Schneeauffanggitter auf Dach, Bauherr: Hermann Kürzel j., Architekt: Max Pommer, Leipzig. | 09240435 |
| Direkt Bild zu diesem Denkmal hochladen | Wohnhaus in Ecklage in halboffener Bebauung | Lindenstraße 27 (Karte)                   | 1891 | Städtebaulich und baugeschichtlich von Bedeutung, ein Gründerzeithaus mit straßenbildprägendem Eckerker. Putzfassade, Fenster teilweise erneuert, Eckturm, Erker, als Doppelwohnhaus konzipiert, Bauherr ist Baumeister Volkmar Döring. | 09240443 |
| Direkt Bild zu diesem Denkmal hochladen | Wohnhaus, Teil eines Doppelwohnhauses (mit Annenstraße 36), mit Einfriedung | Lindenstraße 28 (Karte)                   | 1892 | Baukünstlerisch, städtebaulich und ortsgeschichtlich von Bedeutung, ein Gründerzeithaus. Gehört zu Annenstraße 36, Bauherr Richard Schneider, Maurermeister Emil Birkner, farbige Zeichnung vorhanden. | 09240436 |
| Direkt Bild zu diesem Denkmal hochladen | Villa | Lindenstraße 30 (Karte)                   | 1912 | Baukünstlerisch, städtebaulich und ortsgeschichtlich von Bedeutung, ein Bau im Reformstil der Zeit um 1910. Putzfassade, stark vereinfacht, Putzstuck im Obergeschoss, Bauherr: Fabrikant Fritz Händel, Architekt: Alwin Oehler, Zwickau. | 09240442 |
| Direkt Bild zu diesem Denkmal hochladen | Wohnhaus in offener Bebauung mit Einfriedung | Lindenstraße 38 (Karte)                   | 1896 | Baukünstlerisch, städtebaulich und ortsgeschichtlich von Bedeutung, ein Gründerzeithaus. Putzfassade, verkleideter Balkon, Brüstung, Erker, Fensterverdachung, Polygonsockel, reiche Fassadenverzierung, aber geschädigt, Bauherr: Kaufmann Emil Herrmann, Maurermeister: Albin Schwalbe. | 09240471 |
| Direkt Bild zu diesem Denkmal hochladen | Villa mit Einfriedung und Vorgarten | Lindenstraße 40 (Karte)                   | 1905 | Baugeschichtlich und ortsgeschichtlich von Bedeutung, ein Gründerzeithaus mit Fachwerkgiebel. Fachwerkzwerchgiebel, Erker, Fensteroberlichter mit Sprossengliederung, Putzfassade, Holzvorhäuschen, leicht hervorkragende Schwebegiebel, Dacherker und verzierte Firststeine, Bauherr: Karl Ferdinand Breitfeld, Bauleiter: Albin Hofmann. | 09240472 |
| Direkt Bild zu diesem Denkmal hochladen | Villa mit Einfriedung und Garten | Lindenstraße 42 (Karte)                   | 1910 | Bau- und gartenkünstlerisch, ortsgeschichtlich und städtebaulich von Bedeutung, ein Bau im Reformstil der Zeit um 1910. Sehr guter Originalbestand, Fensteroberlichter mit Sprossenteilung, Zaun, Tor, Putzfassade, weit überkragendes Dach, Fensterläden im Obergeschoss, Erker, Balkon, Eingangsbereich überdacht auf Pfeilern, Bauherr: Fabrikant Paul Jahn, Architekt: Alfred Müller. | 09240473 |
| Direkt Bild zu diesem Denkmal hochladen | Villa mit Einfriedung | Lindenstraße 44 (Karte)                   | 1912 | Baukünstlerisch, städtebaulich und ortsgeschichtlich von Bedeutung, ein Bau im Reformstil der Zeit um 1910. Putzfassade, Erker, Fensteroberlichter mit Sprossenteilung, Fensterläden im Obergeschoss, etwa quadratischer Grundriss, weit überkragendes Dach, Eingang überdacht, Bauzeichnung teilweise farbig angelegt, Bauherr: Emil Schönfeld, Bauleiter: Georg Rother, Baumeister, Fensterläden ursprünglich grün. | 09240475 |
| Direkt Bild zu diesem Denkmal hochladen | Villa | Lindenstraße 46 (Karte)                   | 1914 | Baukünstlerisch, städtebaulich und ortsgeschichtlich von Bedeutung, ein Bau im Reformstil der Zeit um 1910. Putzfassade, Fensteroberlichter mit Sprossenteilung, Fensterläden, überkragendes Dach, Erker, Hauseingang überdacht, Bauherr: Fabrikant Otto Fürst, Architekt: Alfred Müller. | 09240476 |
| Direkt Bild zu diesem Denkmal hochladen | Villa | Lindenstraße 47 (Karte)                   | um 1920 | Baukünstlerisch, städtebaulich und ortsgeschichtlich von Bedeutung, ein Bau im Heimatstil mit ungewöhnlicher Straßenfassade. Putzfassade, aufwendig gestalteter Eingangsbereich, schöne Haustür, Fensteroberlichter mit verzierender Sprossenteilung, Putzstuck, klare Gliederung. | 09240478 |
| Direkt Bild zu diesem Denkmal hochladen | Villa mit Einfriedung | Lindenstraße 50 (Karte)                   | 1919 | Baukünstlerisch, städtebaulich und ortsgeschichtlich von Bedeutung, ein Bau im Reformstil der Zeit um 1910. Putzfassade, Fensteroberlichter mit Sprossenteilung, etwa quadratischer Grundriss, Eingang überdacht, Bauherr: Arthur Richter. | 09240477 |
| Direkt Bild zu diesem Denkmal hochladen | Turnhalle | Mannichswalder Straße (Karte)             | 1909–1910 | Ortsgeschichtlich und baugeschichtlich von Bedeutung, ein ortsbildprägender Bau im Reformstil der Zeit um 1910. Mit Funktionsräumen, Tonnengewölbe, Emporen, Bühne, erbaut vom Männerturnverein, Architekt: Alwin Oehler, später Haus des Sports, heute Jugend- und Vereinshaus. | 09240273 |
| Direkt Bild zu diesem Denkmal hochladen | Böschungsmauer und Eingangsbereiche der Bergkeller | Mannichswalder Straße (Karte)             | um 1900 | Ortsgeschichtlich von Bedeutung, straßenbildprägende Anlage. | 09240271 |
| Direkt Bild zu diesem Denkmal hochladen | Wohnhaus in halboffener Bebauung | Mannichswalder Straße 16 (Karte)          | bezeichnet 1909 | Städtebaulich und baugeschichtlich von Bedeutung, ein Jugendstilhaus. Guter Originalzustand, kleiner Erker, Putznutung, Mittelrisalit, Fensteroberlichter mit Sprossenteilung, Eckquaderung. | 09240270 |
| Direkt Bild zu diesem Denkmal hochladen | Wohnhaus in halboffener Bebauung (Teil eines Doppelwohnhauses mit Nr. 41) | Marienstraße 39 (Karte)                   | 1895 | Städtebaulich und baugeschichtlich von Bedeutung, ein Gründerzeithaus. Fensterverdachungen, Eckquaderung, Putzfassade, zweigeschossig, Bauherr: Kaufmann Ferdinand Breitfeld, Maurermeister: Albin Schwalbe, Crimmitschau. | 09240533 |
| Direkt Bild zu diesem Denkmal hochladen | Wohnhaus in halboffener Bebauung (Teil eines Doppelwohnhauses mit Nr. 39) | Marienstraße 41 (Karte)                   | 1896 | Städtebaulich und baugeschichtlich von Bedeutung, ein Gründerzeithaus. Putzfassade, Eckquaderung, Fensterverdachung, zweigeschossig, Bauherr: Buskinfabrikant Louis Brückner, Maurermeister: Albin Schwalbe. | 09240534 |
| Direkt Bild zu diesem Denkmal hochladen | Wohnhaus in halboffener Bebauung und in Ecklage (Doppelwohnhaus mit Lindenstraße 34) | Marienstraße 52 (Karte)                   | 1899, Umbau 1908 | Baugeschichtlich, städtebaulich und ortsgeschichtlich von Bedeutung, ein im Reformstil der Zeit um 1910 überformter Gründerzeitbau. Teil eines Doppelhauses, originale Fassadengliederung, Putzstuck über Fenster, schlichte, klare Gestaltung, Bauherr: Albin Schwalbe, Umbau von Ernst Horn | 09240454 |
|                                         | Gedenktafel am Rathaus für David Friedrich Oehler | Markt 1 (Karte)                           | 1914 | Ortsgeschichtlich von Bedeutung. Relief, anlässlich 500jähriger Stadtrechtsfeier vom Crimmitschauer Spinner- und Fabrikantenverein in Auftrag gegeben, Bronzetafel. | 09240563 |
| Weitere Bilder                          | Kursächsische Postmeilensäule | Markt 1 (Karte)                           | 1726 | Kopie der kursächsischen Distanzsäule, aufgestellt in der Nähe ihres historischen Standorts neben dem Markt. | 09307063 |
| Weitere Bilder                          | Rathaus | Markt 1 (Karte)                           | 1771–1772, Umbau 1891/92 | Städtebaulich, ortsgeschichtlich, heimatgeschichtlich, künstlerisch-architektonisch und ortsbildprägend von Bedeutung, ein Barockbau, der markante Turm mit Welscher Haube, im neubarocken Stil erweitert (Architekt: Arwed Rossbach). Hauptbau von 1771/72 als schlichter Barockbau, nach Plänen von Rossbach, Leipzig, 1891/92 erweitert, Ratssaal mit schöner Holztäfelung aus Umbauzeit. | 09240291 |
| Direkt Bild zu diesem Denkmal hochladen | Mietshaus in geschlossener Bebauung | Markt 3 (Karte)                           | um 1880 | Mit Laden, städtebaulich und baugeschichtlich von Bedeutung, ein Gründerzeithaus mit spätklassizistisch wirkender Fassade. Teilweise leerstehend, Putzfassade, feine Gliederung, Fensterverdachungen, originale Gauben, Laden verändert, dreigeschossig, originale Haustür, Umbau durch Volkmar Döring. | 09240293 |
| Direkt Bild zu diesem Denkmal hochladen | Mietshaus mit Laden (ehemals Marktdrogerie), in geschlossener Bebauung sowie Treppenhaus des Hinterhauses mit Oberlicht | Markt 4 (Karte)                           | vermutlich 1896 | Baugeschichtlich von Bedeutung, architektonisch qualitätvolles Gebäude in gutem Originalzustand mit städtebaulicher Bedeutung, ein Gründerzeithaus (Klinkerfassade) mit Volutengiebeln. Haustür und Laden aus Entstehungszeit, reich verziert, Diamantschnitt, halbrunde Säulen, Gitter, Schnitzerei, roter Klinker, reich verzierte Fensterverdachungen, originale Gauben, Treppenhaus des Hintergebäudes aus Erbauungszeit des Vorderhauses, zweiläufig mit schmiedeeisernem Geländer, hölzerner Handlauf, Oberlicht, der Treppenlauf leicht gebogen. | 09240294 |
| Direkt Bild zu diesem Denkmal hochladen | Mietshaus in geschlossener Bebauung | Markt 5 (Karte)                           | vermutlich 1883 | Mit Laden, städtebaulich und baugeschichtlich von Bedeutung, ein prächtiges Gründerzeithaus, platzbildprägendes Dachhäuschen. Putzfassade, reich verziert, Putzstuck besonders um Laden (Traubenmotiv), Obergeschoss Fensterverdachungen mit Gebälk oder Dreiecksgiebeln, zweiachsig Dachausbau, dreigeschossig, sieben Achsen. | 09240295 |
| Direkt Bild zu diesem Denkmal hochladen | Mietshaus in geschlossener Bebauung (bauliche Einheit mit Silberstraße 10) | Markt 6 (Karte)                           | bezeichnet 1889 | Mit Laden (Löwenapotheke), städtebaulich und baugeschichtlich von Bedeutung, ein Gründerzeithaus mit repräsentativer Fassade, platzbildprägender Volutengiebel. Dreigeschossig, sechs Achsen, Putzfassade mit Putznutung im Erdgeschoss, prachtvolle Türgestaltung mit goldenem Löwen. | 09240296 |
| Direkt Bild zu diesem Denkmal hochladen | Mietshaus in geschlossener Bebauung | Markt 7 (Karte)                           | 1886, im Kern vermutlich älter | Mit Laden, städtebaulich und baugeschichtlich von Bedeutung, ein Gründerzeithaus. Putznutung im Obergeschoss, Erdgeschoss entstellend modernisiert, Zwerchgiebel, originale Dachaufbauten, Mittelfenster gebunden mit Fensterverdachungen, Umbau durch Emil Birkner, Bauherr Umbau: Robert Hauschild. | 09240299 |
| Direkt Bild zu diesem Denkmal hochladen | Wohnhaus in geschlossener Bebauung mit Seitenflügel | Markt 8 (Karte)                           | um 1880 | Mit Laden, städtebaulich und baugeschichtlich von Bedeutung, ein Gründerzeithaus. Putzfassade, Fensterverdachungen in beiden Obergeschossen, Erdgeschoss Ladenzone vereinfacht. | 09240300 |
|                                         | Vereinshof, Versammlungs- und Vergnügungslokal und Theater | Markt 9 (Karte)                           | 1879–1880 | Städtebaulich, ortsgeschichtlich, künstlerisch-architektonisch und baugeschichtlich von Bedeutung, ein repräsentatives Gründerzeitgebäude im Stil der Neurenaissance (Hauptschauseite zur Jahnstraße), Heimstätte der Crimmitschauer Unternehmer. Richtungsweisender Bau mit großzügiger Gartenanlage, Lokal der Crimmitschauer Fabrikanten, 1898–1933 „Vereinshof“, 1933–1946 „Sachsenhof“, 1946–1989 „Haus der Einheit“, danach wieder „Vereinshof“, Mittelrisalit, plastische Gründerzeitfassade, Balkon am Mittelrisalit, Putznutung im Erdgeschoss, Fensterverdachung mit waagrechtem Gebälk oder Dreiecksgiebelchen im Obergeschoss, Zwerchgiebel. | 09240262 |
|                                         | Wohnhaus in geschlossener Bebauung und Seitengebäude zum Hof | Markt 12 (Karte)                          | vor 1800 | Mit Laden, städtebaulich und baugeschichtlich von Bedeutung, eines der letzten vorgründerzeitlichen Gebäude am Markt, schlichter Barockbau. Schöne originale Haustür, verziert, zwei Läden, zweigeschossig, Läden nachträglich eingebaut, einer aus Jahrhundertwende um 1900, sechs Achsen, Fachwerk-Obergeschoss, eingebaute Wandschränke, originale Wohnungstüren, sehr guter Originalbestand, Reste alter Bemalung im Inneren, Laubengang, Seitengebäude: Fachwerk komplett erhalten, zweigeschossig, Satteldach. | 09240301 |
| Direkt Bild zu diesem Denkmal hochladen | Wohnhaus in geschlossener Bebauung | Markt 13 (Karte)                          | um 1880 | Mit Laden, städtebaulich und baugeschichtlich von Bedeutung, ein Gründerzeithaus. Dreiecksgiebel, dreigeschossig, Fensterverdachungen, sechs Achsen, Haustür original. | 09240302 |
| Direkt Bild zu diesem Denkmal hochladen | Villa | Melanchthonstraße 2 (Karte)               | um 1880 | Ortsgeschichtlich und baugeschichtlich von Bedeutung, ein Gründerzeithaus. Putzfassade, etwa quadratischer Grundriss, Eckquaderung, im Erdgeschoss Fensterverdachung mit Dreiecksgiebelchen, waagrechte Fensterverdachung im Obergeschoss, zweigeschossig, drei Achsen, Mittelrisalit, vermutlich Fabrikantenvilla. | 09240241 |
|                                         | Sahnschule | Melanchthonstraße 19 (Karte)              | 1894 | Ortsgeschichtlich von Bedeutung, ein Gründerzeitbau (Klinkerfassade). Klinkermischbauweise, Putznutung im Erdgeschoss, oranger Klinker, Mittel- und Seitenrisalite, dreigeschossig, Mittelteil überhöht mit Uhrturm, Inschrift. | 09240246 |
| Direkt Bild zu diesem Denkmal hochladen | Villa | Melanchthonstraße 28 (Karte)              | um 1900 | Städtebaulich und baugeschichtlich von Bedeutung, ein Gründerzeitbau mit Fachwerkobergeschoss. Fachwerk-Obergeschoss, dreigeschossig, Balkons mit aufwendigen Holzverzierungen, Schwebegiebel, Glattputz, grüne Rollläden, Fassadenfarbe ocker, teilweise waagrechte Fensterverdachungen, vorkragender Erker im zweiten Obergeschoss, Andreaskreuze als Fachwerkelement. | 09240247 |
| Direkt Bild zu diesem Denkmal hochladen | Wohnhaus | Melanchthonstraße 38 (Karte)              | um 1925 | Städtebaulich und baugeschichtlich von Bedeutung, ein Bau im Heimatstil. Putzfassade mit Betonfenstergewänden, Erker, Walmdach, zeittypischer Fassadenschmuck, Vorhäuschen, grüne Fensterläden, stehende Gauben, holzverkleidet, Wintergarten und Balkon. | 09240207 |
| Direkt Bild zu diesem Denkmal hochladen | Mehrfamilienhaus einer Siedlung | Melanchthonstraße 40 (Karte)              | um 1930 | Ortsgeschichtlich, städtebaulich und baugeschichtlich von Bedeutung, im Stil der Neuen Sachlichkeit, dieser Bautyp selten in Region, Teil der Kirschbergsiedlung. Putzfassade, Fenster- und Sprossenteilung, Klinkerelemente an Fenstern und als Gesimse sowie im Traufbereich, ockerfarben, Sockel Klinker, Haustüren original, Fenster teilweise erneuert, aufrechtstehende geteilte Dachgauben, Walmdach, dreigeschossig, annähernd quadratischer Grundriss, repräsentiert Bautyp, der nur selten noch erhalten ist, guter Originalzustand. | 09240208 |
| Direkt Bild zu diesem Denkmal hochladen | Mehrfamilienhaus einer Siedlung | Melanchthonstraße 44 (Karte)              | um 1930 | Ortsgeschichtlich, städtebaulich und baugeschichtlich von Bedeutung, im Stil der Neuen Sachlichkeit, dieser Bautyp selten in Region, Teil der Kirschbergsiedlung. Putzfassade, Fenster- und Sprossenteilung, Klinkerelemente an Fenstern und als Gesimse sowie im Traufbereich, ockerfarben, Sockel Klinker, Haustüren original, Fenster teilweise erneuert, aufrechtstehende geteilte Dachgauben, Walmdach, dreigeschossig, annähernd quadratischer Grundriss, repräsentiert Bautyp, der nur selten noch erhalten ist, guter Originalzustand. | 09247748 |
| Direkt Bild zu diesem Denkmal hochladen | Mietshaus in Ecklage in halboffener Bebauung | Mendelssohn-Bartholdy-Straße 1 (Karte)    | um 1905 | Mit Laden, städtebaulich und baugeschichtlich von Bedeutung, ein Gründerzeithaus (Klinkerfassade). Klinkermischbauweise, Eckerker, Laden aus Entstehungszeit, Verzierungen: Muschelmotiv über Fenstern, roter Klinker, Eckquaderung mit Diamantschnitt, im Dachbereich leichtere Veränderungen. | 09240467 |
| Direkt Bild zu diesem Denkmal hochladen | Villa mit Einfriedung | Mendelssohn-Bartholdy-Straße 20 (Karte)   | 1907 | Städtebaulich und baugeschichtlich von Bedeutung, typisches Beispiel der Bauperiode und von ortsgeschichtlichem Wert, späthistoristischer Bau mit Jugendstilelementen. Zweigeschossig mit halbrundem Erker über zwei Etagen, Lisenen am Erker, Fassadengliederung durch unterschiedliche Putzstrukturen – so strukturierte Putzflächen unter den Fenstern, dagegen Glattputz Volutengiebel mit figuralen und ornamentalen Verzierungen, Jalousien und Blendbleche davor original erhalten, Fensterumrahmung mit zeittypischer Verzierung, einfache, klare Gliederung, guter Originalzustand, Ensemblewirkung zu benachbarter Schule unter anderem durch Gleichbehandlung, nachträglicher Garageneinbau, der sich dem Haus unterordnet, Zwerchgiebel mit Fachwerkandeutung – Schwebegiebel mit Zierbrett vor Leergespärre, farbiges Glas in Treppenhausfenstern – an diesem Schwebegiebel und Fachwerkelemente. | 09240481 |
| Direkt Bild zu diesem Denkmal hochladen | Villa mit Einfriedung | Mendelssohn-Bartholdy-Straße 22 (Karte)   | um 1915 | Städtebaulich und baugeschichtlich von Bedeutung, ein repräsentativer Bau im Reformstil der Zeit um 1910. Guter Originalbestand, Fensteroberlichter mit Sprossenteilung, Putzquaderung und Putzornamentik, Balkone, Säulen, Pfeiler, Zaun original. | 09240474 |
| Direkt Bild zu diesem Denkmal hochladen | Mietshaus mit Gaststättem, ehemals in geschlossener Bebauung | Mühlgasse 16 (Karte)                      | um 1900 | Baugeschichtlich von Bedeutung, ein Gründerzeithaus (Klinkerfassade). Klinkermischbauweise, Putz im Erdgeschoss, Obergeschoss roter Klinker, Fenster mit Fensterverdachung im Obergeschoss mit Muschelmotiv, Putzstuckornamentik unter Dach, originale Dachausbauten. | 09240388 |
| Direkt Bild zu diesem Denkmal hochladen | Verwaltungsgebäude einer Fabrik | Mühlgasse 24 (Karte)                      | um 1890 | Ortsgeschichtlich und baugeschichtlich von Bedeutung, ein Gründerzeitbau. Satteldach, Putznutungen im Erdgeschoss, Kranzgesims mit Konsolfries mit Blattdekorationen, Sockel erneuert. | 09240367 |
| Direkt Bild zu diesem Denkmal hochladen | Mietvilla mit Einfriedung | Neumarkt 8 (Karte)                        | um 1915 (Fassade), im Kern älter | Städtebaulich und baugeschichtlich von Bedeutung, ein Gründerzeitbau mit Verandavorbau, Fassade im Reformstil der Zeit nach 1910 überformt. | 09301230 |
| Direkt Bild zu diesem Denkmal hochladen | Mietshaus in halboffener Bebauung (Teil eines Doppelmietshauses mit Spiegelgasse 28) | Obere Brückenstraße 5 (Karte)             | um 1890 | Baugeschichtlich von Bedeutung, ein repräsentatives Gründerzeithaus im neobarocken Stil. Putzfassade mit reicher Fassadengliederung, Doppelwohnhaus. | 09240488 |
| Direkt Bild zu diesem Denkmal hochladen | Mietshaus in Ecklage in halboffener Bebauung | Parkgasse 20 (Karte)                      | um 1890 | Städtebaulich und baugeschichtlich von Bedeutung, ein Gründerzeithaus mit straßenbildprägendem Eckerker. Putzfassade mit Eckerker, überhöht, Fensterverdachung mit Dreiecks- und Segmentgiebelchen, Muschelmotiv, schöne Fassadengliederung, originale Dachausbauten. | 09240385 |
| Direkt Bild zu diesem Denkmal hochladen | Wohnhaus in halboffener Bebauung | Pestalozzistraße 12 (Karte)               | um 1890 | Städtebaulich und baugeschichtlich von Bedeutung, ein repräsentatives Gründerzeithaus. Putznutung im Erdgeschoss, Fensterverdachung, zwei Zwerchgiebel. | 09240445 |
| Direkt Bild zu diesem Denkmal hochladen | Wohnhaus (mit zwei Hausnummern) in ehemals geschlossener Bebauung, vermutlich ehemaliges Wohn- und Verwaltungsgebäude | Pestalozzistraße 28; 30 (Karte)           | um 1900 | Städtebaulich, ortsgeschichtlich und baugeschichtlich von Bedeutung, ein repräsentatives Gründerzeithaus im Stil der deutschen Neorenaissance, mit straßenbildprägenden Giebeln, reichgegliederter Fassade mit Stuckelementen und Sgraffiti. Ursprünglich wahrscheinlich Fabrik im Hinterhof, aufwendige Fassadengliederung, Tür verändert, Sgraffitofries im Traufbereich, stark geschädigt, zwei Zwerchgiebel, Putznutung im Erdgeschoss. | 09240449 |
| Direkt Bild zu diesem Denkmal hochladen | Mietshaus in Ecklage in offener Bebauung | Pestalozzistraße 42 (Karte)               | um 1880 | Städtebaulich und baugeschichtlich von Bedeutung, ein Gründerzeithaus, straßenbildprägender Eckerker. Putzfassade, Putznutung im Erdgeschoss, Fensterverdachungen, Erker an Ecke. | 09240451 |
| Direkt Bild zu diesem Denkmal hochladen | Villa (heute katholisches Pfarramt und Kapelle) mit Einfriedung | Pestalozzistraße 49 (Karte)               | 1904 | Städtebaulich, baugeschichtlich, künstlerisch-architektonisch und ortsgeschichtlich von Bedeutung, ein späthistoristischer Bau mit Jugendstilelementen, Putzfassade mit Klinkergliederung und Fachwerkgiebel. Gehörte ehemaligem Wollhändler Wilhelm Stolle, Fachwerkzierelemente, Sandsteinzierelemente, Klinkermischbauweise, Ziergiebel, roter Klinker, Farbglasfenster. | 09240482 |
| Direkt Bild zu diesem Denkmal hochladen | Mietshaus in geschlossener Bebauung in Ecklage | Pestalozzistraße 59 (Karte)               | um 1890 | Städtebaulich und baugeschichtlich von Bedeutung, ein Gründerzeithaus (Klinkerfassade). Klinkerfassade, roter Klinker, Betonfenstergewände, Fensterverdachung verziert, Ecke überhöht. | 09240479 |
| Direkt Bild zu diesem Denkmal hochladen | Schule mit Turnhalle (an der Lindenstraße) und kleiner Park | Pestalozzistraße 70 (Karte)               | 1909 | Städtebaulich, baugeschichtlich, gartengeschichtlich und ortsgeschichtlich von Bedeutung, ein Bau im Reformstil der Zeit nach 1900 (mit Fachwerkgiebel). Putzfassade, Werkstein abgesetzt, Giebeldreiecke mit Fachwerkelementen, Krüppelwalmdach, Mittelrisalit, Erker, 1910 eingeweiht, Turnhalle vermutlich 1911. | 09240480 |
| Direkt Bild zu diesem Denkmal hochladen | Mietshaus in Ecklage in geschlossener Bebauung (eine bauliche Einheit mit Hohlstraße 5) | Petersstraße 2a (Karte)                   | um 1900 | Städtebaulich und baugeschichtlich von Bedeutung, ein Gründerzeithaus (Klinkerfassade). Klinkerfassade, guter Originalzustand, orangeroter Klinker, Muschelmotive, Fensterverdachungen zum Teil im ersten Obergeschoss, dreigeschossig, Haustür, Fenster und Tor original, Fenster grün, Fensterverdachung mit Segmentbogen und Dreiecksgiebelchen. | 09240369 |
|                                         | Dampfmaschine (liegende Einzylinder-Ventil-Dampfmaschine) | Petersstraße 5 (Karte)                    | 1907 | Technikgeschichtlich von Bedeutung. 400 mm Zylinder-Durchmesser, 700 mm Hub, rund 60 PS lastend mit Riemenscheiben-Schwungrad, Fab. No. 418 Crimmitschauer Maschinenfabrik, Standort in ehemaliger Fa. Julius Schmidt, Vigognespinnerei, Altes Maschinenhaus. | 09242841 |
|                                         | Postamt mit Garagenbau im Hof und Einfriedung zur Straße | Poststraße 7 (Karte)                      | 1898 | Ortsgeschichtlich, baugeschichtlich und platzbildprägend von Bedeutung, repräsentativer Gründerzeitbau (Klinkerfassade) mit Turm nahe dem Bahnhof. Klinkerfassade, Eckquaderung, Fensterverdachungen, Turm, roter Klinker. | 09240311 |
| Direkt Bild zu diesem Denkmal hochladen | Mietshaus in Ecklage ehemals in geschlossener Bebauung | Ritterstraße 1 (Karte)                    | um 1905 | Mit Laden, städtebaulich und baugeschichtlich von Bedeutung, repräsentatives Gründerzeithaus (Klinkerfassade) mit straßenbildprägendem Eckerker. Klinkermischbauweise, Erdgeschoss Putzquaderung, Obergeschoss oranger Klinker, Fensterverdachungen, ornamentaler Schmuck, Lisenen, Eckerker, Gauben original, guter Originalbestand. | 09240315 |
| Direkt Bild zu diesem Denkmal hochladen | Mietshaus in geschlossener Bebauung | Ritterstraße 12 (Karte)                   | um 1890 | Städtebaulich und baugeschichtlich von Bedeutung, ein Gründerzeithaus (Klinkerfassade). Klinkermischbauweise, gelber Klinker, Fensterverdachungen in Obergeschossen, originale Gauben, zwei Zwerchgiebel, Haustür verändert, Fenster original, dreigeschossig, sechs Achsen. | 09240317 |
| Direkt Bild zu diesem Denkmal hochladen | Gefallenendenkmal für die im Ersten Weltkrieg gefallenen Crimmitschauer Turner | Robert-Schumann-Weg (Karte)               | nach 1918 (Kriegerdenkmal) | Ortsgeschichtlich von Bedeutung | 09240559 |
| Direkt Bild zu diesem Denkmal hochladen | Wasserhochbehälter | Robert-Schumann-Weg 19 (Karte)            | um 1920 | Technikgeschichtlich und künstlerisch-architektonisch von Bedeutung, aufwändig gestalteter Zweckbau. | 09240560 |
| Direkt Bild zu diesem Denkmal hochladen | Mietshaus in geschlossener Bebauung | Rosa-Luxemburg-Straße 12 (Karte)          | um 1910 | Städtebaulich und baugeschichtlich von Bedeutung, im Art-déco-Stil überformter Gründerzeitbau. Originale Fenster, Türen, Putzstruktur, Rollläden im Erdgeschoss mit Verkleidung aus Blech, Haustür mit Blumenmotiven, originalen Beschlägen, Putzstuck mit Fruchtmotiven, zweigeschossig, sechs Achsen, Zwerchgiebel zweiachsig, Satteldach. | 09240380 |
| Direkt Bild zu diesem Denkmal hochladen | Mietshaus in geschlossener Bebauung | Rosa-Luxemburg-Straße 46 (Karte)          | um 1900 | Städtebaulich und baugeschichtlich von Bedeutung, ein Gründerzeithaus. Putzfassade, Fenstergewände rotgefärbter Beton, Haus ocker, Erdgeschoss Klinker rot und gelb abgesetzt, Ornament, Fenster original, dreigeschossig, fünf Achsen. | 09240377 |
| Direkt Bild zu diesem Denkmal hochladen | Mietshaus in geschlossener Bebauung | Sahntalstraße 1 (Karte)                   | 2. Hälfte 19. Jahrhundert | Städtebaulich und baugeschichtlich von Bedeutung, ein Gründerzeithaus. Putzfassade, originale Putzstruktur und Fassadengliederung, waagrechte Fensterverdachungen in beiden Obergeschoss, Gesims, Dreiecksgiebel über Haustür, Eingang zugebaut, Fenster teilweise original. | 09240240 |
| Direkt Bild zu diesem Denkmal hochladen | Villa mit Einfriedung | Sahntalstraße 2 (Karte)                   | 1907 | Ortsgeschichtlich und baugeschichtlich von Bedeutung, ein Bau im späthistoristischen Stil. Fachwerkelemente, Putzfassade, qualitätvolle Farbglasfenster, guter Originalzustand. | 09240242 |
| Direkt Bild zu diesem Denkmal hochladen | Häuslerhaus | Sahntalstraße 20 (Karte)                  | 19. Jahrhundert | Sozialgeschichtlich und baugeschichtlich von Bedeutung, ein Fachwerkhaus. Fachwerk-Obergeschoss, Erdgeschoss massiv, Satteldach. | 09240239 |
|                                         | Forsthaus, Ausflugsgaststätte | Sahntalstraße 24 (Karte)                  | 1878 | Ortsgeschichtlich und baugeschichtlich von Bedeutung, ein Gründerzeitbau mit Anklängen an den Schweizerhaus-Stil. Putz und Klinker, im Auftrag des ehemaligen Ratsförsters W. Voigt errichtet. | 09240203 |
| Direkt Bild zu diesem Denkmal hochladen | Freibad „Sahnbad“ mit Schwimmbecken, Kassenhaus, Freiluftgaststätte, Umkleidekabinen-Gebäude und Gebäude der Wasserwacht sowie gärtnerische Anlagen südöstlich des Schwimmbeckens | Sahntalstraße 24a (Karte)                 | 1922–1928 (Freibad – Hauptbauphase) | Für die Entstehungszeit modernes Freibad, weitgehend unverfälscht überliefert von großer sportgeschichtlicher und stadtgeschichtlicher Bedeutung. Einzeldenkmale innerhalb der Sachgesamtheit „Sahnbad“: (im Bereich zwischen Waldstraße und Schwimmbecken – als Sachgesamtheitsteil) – (siehe auch Sachgesamtheit 09304479) 1869 erfolgte der Baubeginn einer Männerbadeanstalt im Sahnwald. Die Pläne hierfür stammen vom damaligen Stadtbauinspektor Rudolph, die Bauausführung übernahm Baumeister Thomas. Das Sahnbad gehörte zu den ältesten Männerbadeanstalten Deutschlands. Von dieser frühen Badeanstalt ist heute jedoch nichts erhalten. Am gleichen Teich, rund 100 Meter entfernt, wurde 1890 eine Frauenbadeanstalt errichtet, deren Bauten ebenfalls aus Holz errichtet wurden. Von dieser Badeanstalt blieb ein Umkleidegebäude gegenüber dem heutigen Badeeingang mit sogenannten „Dauerzellen“ erhalten. 1922 gingen beide Badeanstalten in den Besitz der Stadt über. Es folgten zahlreiche Umbaumaßnahmen, zudem Teile des Frauenbades abgebrannt waren. 1928 war das Sahnbad das größte und schönste Bad im westsächsischen Raum. Der ursprüngliche Badeteich wurde nun an drei Seiten mit Beton befestigt. Am westlichen Teil des Badeteiches befand sich das im Volksmund als „Darmer“ bezeichnete Nichtschwimmerbecken. Hier befand sich ursprünglich das Becken der Damenbadeanstalt, weswegen eigentlich die Bezeichnung „Damer“ richtiger wäre. Es gab neben diesem Nichtschwimmerbecken auch noch ein Schwimmschülerbecken. Die Wasserfläche mit der genannten Unterteilung blieb bis heute erhalten. In dieser Zeit entstand das Kassenhaus und die ursprünglich offene Unterkunftshalle (heute Freiluftgaststätte). Originell waren auch die beiden Wasserfontänen im Schwimmerbecken und eine im Kinderschwimmbecken. Wenngleich nicht mehr original, befinden sich auch heute noch zwei Wasserfontänen im Schwimmerbecken. Die Wasserqualität war immer sehr gut. Zunächst gespeist durch den Sahnbach, wurde das Bad an die Leitung der zwischen 1926 und 1929 errichteten Koberbachtalsperre bei Langenhessen angeschlossen. Verschiedene Baumaßnahmen erfolgten im Zeitraum 1933 bis 1939. Hierzu gehörten unter anderem eine 50-Meter-Wettkampfbahn und ein Sanitärgebäude am südöstlichen Bereich des Sahnbades. Nach Beendigung des Zweiten Weltkrieges diente das Sahnbad der US-Armee als Erholungsstätte. In diesem Zusammenhang wurden die Gebäude weiß getünscht und rote Akzente gesetzt sowie das Badebecken neu bekiest. Aber bereits 1945 nach Abzug der Amerikaner konnte das Freibad wieder der Bevölkerung zur Nutzung übergeben werden. Erwähnung muss finden, dass das große Badebecken und insbesondere das Kinderbecken im Winter als Eisflächen für Eishockey genutzt wurden, einer Sportart, welche in Crimmitschau lange Traditionen hat. Hierfür wurden südlich Zuschauerterrassen angelegt, die später in Zierterrassen umgewandelt wurden. 1957 erfolgte eine Erweiterung des Schwimmbades durch die Einbeziehung des Waldes oberhalb des Schwimmbeckens bis zur Waldstraße. 1963 erhielt das Bad eine Chlorgasanlage und ein Sanitärgebäude. Dies waren die einzigen regulären Baumaßnahmen der Zeit nach 1945. ansonsten fanden Wartungsarbeiten auf freiwilliger Bassis statt. Nach 1990 folgten Sanierungsmaßnahmen unter Wahrung des ursprünglichen Erscheinungsbildes und unter Wahrung der großen Wasserfläche des Schwimmerbeckens. Damit dürfte das Sahnbad eines der wenigen Freibäder sein, bei dem neben den Umkleidekabinen und Funktionsräumen auch das Schwimmbecken in seinem Ursprung erhalten blieb. Es wird damit zum wichtigen Zeugnis der Sportgeschichte der 1920er Jahre. Als einziges Freibad der Stadt Crimmitschau und auch auf Grund seiner langjährigen Nutzung im Winter als Eisstadion erlangt diese Sport- und Erholungseinrichtung große stadtgeschichtliche Bedeutung. (LfD/2012) Putzfassade, originale Putzstruktur und Fassadengliederung, waagrechte Fensterverdachungen in beiden Obergeschoss, Gesims, Dreiecksgiebel über Haustür, Eingang zugebaut, Fenster teilweise original. | 09304478 |
| Direkt Bild zu diesem Denkmal hochladen | Sachgesamtheit „Sahnbad“ mit folgenden Einzeldenkmalen: Schwimmbecken, Kassenhaus, Freiluftgaststätte, Umkleidekabinen-Gebäude und Gebäude der Wasserwacht sowie einer gärtnerischen Anlage südöstlich des Schwimmbeckens (im Bereich zwischen Waldstraße und Schwimmbecken – als Sachgesamtheitsteil)              | Sahntalstraße 24a (Karte)                 | 1922–1928 (Freibad – Hauptbauphase) | Für die Entstehungszeit modernes Freibad, weitgehend unverfälscht überliefert von großer sportgeschichtlicher und stadtgeschichtlicher Bedeutung (siehe auch Sachgesamtheit 09304478). Beschreibung siehe oben. | 09304479 |
| Direkt Bild zu diesem Denkmal hochladen | Villa mit reicher Innenausstattung | Sahntalstraße 24b (Karte)                 | 1909 | Architektonisch anspruchsvolles Bauwerk von künstlerischem und baugeschichtlichem Wert, ein Bau im Reformstil der Zeit um 1910 von großstädtischer Wirkung mit mächtigem Giebel. Gehört zu ehemaliger Textilfabrik Gebrüder Pfau. | 09240532 |
| Direkt Bild zu diesem Denkmal hochladen | Reste der Stadtmauer | Schulstraße (Karte)                       | Spätmittelalterlich | Ortsgeschichtlich von Bedeutung, entlang der Grundstücksgrenzen Markt 3 und Silberstraße 12. | 09240282 |
| Direkt Bild zu diesem Denkmal hochladen | Mietshaus in halboffener Bebauung | Schulstraße 21 (Karte)                    | bezeichnet 1904 | Städtebaulich von Bedeutung, ein Gründerzeithaus mit straßenbildprägendem Fachwerkanbau. Putzfassade, Fensterverdachungen, Beton, Dreiecksgiebelchen oder Segmentgiebelchen, Holzbalkone, wenige Fachwerkelemente, Putzfassade, originale Gauben. | 09240309 |
| Direkt Bild zu diesem Denkmal hochladen | Wohn- und Geschäftshaus in Ecklage ehemals in geschlossener Bebauung | Silberstraße 9; 11 (Karte)                | 1888, prägende Veränderungen um 1905 | Städtebaulich und baugeschichtlich von Bedeutung, ein Bau im Jugendstil mit platzbildprägendem Eckturm zum Markt. Reich verzierte Putzfassade, Laden aus Entstehungszeit, modernisiert, runder Eckturm, Medaillons, flache Erker, bilden eine geschlossene Fassade, teilweise Putznutung, interessante Putzstruktur, Besenputz, gegeneinandergesetzt glatte und aufgeraute Putzflächen, dreigeschossig, äußeres Erscheinungsbild lässt Bauphase um 1910 vermuten. | 09240298 |
| Direkt Bild zu diesem Denkmal hochladen | Mietshaus in geschlossener Bebauung | Silberstraße 10 (Karte)                   | 1889 | Mit Laden, städtebaulich und baugeschichtlich von Bedeutung, ein Gründerzeithaus mit repräsentativer Fassade, platzbildprägender Volutengiebel zum Markt. Laden original, Putzfassade, gleiche Gestaltung wie Nachbarhaus, originale Haustür, reiche Fassadengliederung, originale Fenster. | 09240297 |
| Direkt Bild zu diesem Denkmal hochladen | Mietshaus in geschlossener Bebauung | Silberstraße 12 (Karte)                   | um 1890 | Mit Laden, städtebaulich und baugeschichtlich von Bedeutung, ein Gründerzeithaus (Klinkerfassade) mit straßenbildprägendem Erker. Klinkermischbauweise, Laden entstellend modernisiert, roter Klinker, Fensterverdachungen mit Dreiecksgiebelchen und anderem, aufwendig gestaltete Fassade, Haustür verändert. | 09240292 |
| Direkt Bild zu diesem Denkmal hochladen | Mietshaus in geschlossener Bebauung | Silberstraße 16 (Karte)                   | um 1890 | Mit Laden, städtebaulich und baugeschichtlich von Bedeutung, ein Gründerzeithaus (Klinkerfassade). Klinkermischbauweise, originale Haustür, Putzquaderung, Laden verändert, roter Klinker, Fensterverdachungen mit Segment- und Dreiecksgiebelchen, Zahnschnittfries unter Dach, originale Dachaufbauten. | 09240290 |
| Direkt Bild zu diesem Denkmal hochladen | Mietshaus in geschlossener Bebauung | Silberstraße 19 (Karte)                   | 2. Hälfte 19. Jahrhundert | Mit Laden, städtebaulich und baugeschichtlich von Bedeutung, ein Gründerzeithaus. Quaderung, Fensterverdachungen, aufwendig gestaltete Fenstergewände, Erdgeschoss mit Resten Laden, im Dachbereich modernisiert und entstellt. | 09240289 |
|                                         | Stadtbank Crimmitschau, in Ecklage | Silberstraße 21 (Karte)                   | 1928 | Städtebaulich und baugeschichtlich von Bedeutung, ein Bau im Art-déco-Stil. Porphyrsockel, spitzbogige Fenster, Erker mit Verkehrs- und Handwerkssymbolen verziert, symbolische Darstellung wohl Merkur, Architekten: Grobe aus Zwickau, ursprünglicher Standort des Hotels „Schwarzer Adler“. | 09240286 |
| Direkt Bild zu diesem Denkmal hochladen | Wohn- und Geschäftshaus in Ecklage | Silberstraße 28 (Karte)                   | bezeichnet 1909–1910 | Städtebaulich und baugeschichtlich von Bedeutung, ein Bau im Reformstil der Zeit um 1910. Schlichte Gestaltung, architektonisch interessant komponiert, kleine Arkaden, originale Haustür und Gitter, Geschäftsräume im Erdgeschoss. | 09240287 |
| Direkt Bild zu diesem Denkmal hochladen | Geschäftshaus, eventuell ehemaliges Warenhaus | Silberstraße 30 (Karte)                   | um 1925 | Städtebaulich und baugeschichtlich von Bedeutung, ein Bau im Art-déco-Stil. | 09240284 |
| Direkt Bild zu diesem Denkmal hochladen | Mietshaus in geschlossener Bebauung (bauliche Einheit mit Nr. 37 und 39) | Silberstraße 35 (Karte)                   | um 1905 | Städtebaulich und baugeschichtlich von Bedeutung, eklektizistisch mit Vorhangbogenfenstern. Putzfassade, rote Betonfenster- und -türgewände, guter Originalbestand. | 09240462 |
| Direkt Bild zu diesem Denkmal hochladen | Mietshaus in geschlossener Bebauung (bauliche Einheit mit Nr. 35 und 39) | Silberstraße 37 (Karte)                   | um 1905 | Städtebaulich und baugeschichtlich von Bedeutung, ein Gründerzeithaus im Stil des Späthistorismus (Vorhangbogenfenster). Siehe Nummer 35. | 09240463 |
| Direkt Bild zu diesem Denkmal hochladen | Mietshaus in geschlossener Bebauung (bauliche Einheit mit Nr. 35 und 37) | Silberstraße 39 (Karte)                   | um 1905 | Städtebaulich und baugeschichtlich von Bedeutung, ein Gründerzeithaus im Stil des Späthistorismus (Vorhangbogenfenster). Siehe Nummer 35, Ladeneinbau verändert. | 09240464 |
| Direkt Bild zu diesem Denkmal hochladen | Mietshaus in ehemals geschlossener Bebauung | Silberstraße 57 (Karte)                   | um 1900 | Mit Laden, städtebaulich und baugeschichtlich von Bedeutung, ein Gründerzeithaus (Klinkerfassade). Obergeschoss roter Klinker, Erdgeschoss durch Ladeneinbau entstellend verändert, Verzierungen, Dachgiebelchen verändert. | 09240461 |
| Direkt Bild zu diesem Denkmal hochladen | Wohnhaus in ehemals halboffener Bebauung und Einfriedung | Silberstraße 61 (Karte)                   | um 1890, später überformt | Städtebaulich von Bedeutung, neubarock/klassizistisch, um 1905. | 09301236 |
| Direkt Bild zu diesem Denkmal hochladen | Mietshaus in halboffener Bebauung (Teil eines Doppelmietshauses mit Obere Brückenstraße 5) | Spiegelgasse 28 (Karte)                   | um 1890 | Baugeschichtlich von Bedeutung, ein repräsentatives Gründerzeithaus im neobarocken Stil. Reiche Fassadengliederung, Fensterverdachung: Dreiecksgiebelchen, Putzfassade. | 09240487 |
| Direkt Bild zu diesem Denkmal hochladen | Villa mit Resten der Gartengestaltung | Tugendpfad 1 (Karte)                      | um 1905 | Städtebaulich, ortsgeschichtlich und baugeschichtlich von Bedeutung, ein Gründerzeitbau im Stil des Späthistorismus (Fachwerkgiebel) mit straßenbildprägendem Turm. Fachwerkelemente, Türmchen, reich gegliederter Grundriss, verglaste Veranda, Holz verziert, Grotten im Garten am Haus, schmiedeeiserne Gitter am Treppenaufgang, Bleiglasfenster, Balkon, Laterne, Fenster mit Sprossenteilung der Oberlichter. | 09240398 |
| Direkt Bild zu diesem Denkmal hochladen | Villa mit umgebendem Garten und Einfriedung | Tugendpfad 2 (Karte)                      | um 1912 | Städtebaulich, ortsgeschichtlich, künstlerisch-architektonisch und baugeschichtlich von Bedeutung, ein Bau im Reformstil um 1910, ungewöhnlich gestalteter straßenbildprägender Giebel und Eingangsturm. Putzfassade, aufwendig gestalteter Eingangsbereich, Balustraden, kannelierte Säulen mit Treppe, Bleiglasfenster, Putzstuckornamentik, im Giebeldreieck nierenförmiges Fenster, Balkon, monumental wirkend. | 09240399 |
| Direkt Bild zu diesem Denkmal hochladen | Villa mit Einfriedung | Untere Mühlgasse 8 (Karte)                | um 1890 | Städtebaulich und baugeschichtlich von Bedeutung, ein repräsentativer Gründerzeitbau. Putzfassade, Fensterverdachungen mit Dreiecks- und Segmentbogengiebel, Erker, Balkon, Muschelmotiv an Fensterverdachungen, weitüberkragendes, flach geneigtes Walmdach, Zahnschnittfries unter Dach, figuraler Schmuck am Erker, guter Originalbestand, schmiedeeiserner Gitterzaun. | 09240368 |
| Direkt Bild zu diesem Denkmal hochladen | Villa | Untere Mühlgasse 22 (Karte)               | um 1880 | Städtebaulich und baugeschichtlich von Bedeutung, ein Gründerzeitbau. Putznutung im Erdgeschoss, Fensterverdachungen waagrechtes Gebälk, mittleres Fenster mit Dreiecksgiebelverdachung, schlichte Gestaltung, Fenster erneuert, Eingangsbereich original. | 09240366 |
| Direkt Bild zu diesem Denkmal hochladen | Fabrikantenvilla | Untere Mühlgasse 24 (Karte)               | um 1910 | Städtebaulich, ortsgeschichtlich und baugeschichtlich von Bedeutung, ein repräsentativer Gründerzeitbau mit Jugendstilelementen. Guter Originalbestand, Fenster mit Sprossenteilung der Oberlichter, Erker, Zwerchgiebel, gehört zur Textilfabrik TEXTIMA. | 09240364 |
| Direkt Bild zu diesem Denkmal hochladen | Wohnhaus in Ecklage mit Einfriedung | Wahlener Straße 2 (Karte)                 | um 1910 | Städtebaulich und baugeschichtlich von Bedeutung, ein Bau im Reformstil der Zeit um 1910. Vermutlich ehemals Wohn- und Kontorgebäude, Putzfassade mit Putzstuck in Spiegeln unter Fenstern, Eckerker leicht überhöht, ehemals Fa. Max Fischer Baumwolle. | 09240347 |
| Direkt Bild zu diesem Denkmal hochladen | Mehrfamilienhaus einer Siedlung | Waldstraße 67 (Karte)                     | um 1930 | Ortsgeschichtlich, städtebaulich und baugeschichtlich von Bedeutung, ein Bau im Heimatstil, Teil der Kirschbergsiedlung. Siedlungshaus, Putz und Klinker. | 09240235 |
| Direkt Bild zu diesem Denkmal hochladen | Wohnhaus (mit Gaststätte) in ehemals geschlossener Bebauung | Werdauer Straße 15 (Karte)                | 2. Hälfte 19. Jahrhundert | Ortsgeschichtlich von Bedeutung. Eventuell ehemaliger Gasthof, originale, sehr schön verzierte Haustür, Fenster neu, schlichte Fassadengliederung, Inschrift „Stadt Werdau“ und Initiale über Tür. | 09240458 |
| Direkt Bild zu diesem Denkmal hochladen | Villa mit Einfriedung | Werdauer Straße 18 (Karte)                | um 1880 | Städtebaulich und baugeschichtlich von Bedeutung, ein Gründerzeitbau. Putzfassade, Putzquaderung, überkragendes Dach, Fensterverdachungen, Erker, Balkone. | 09240356 |
| Direkt Bild zu diesem Denkmal hochladen | Mietshaus in ehemals geschlossener Bebauung | Werdauer Straße 26 (Karte)                | 1907 | Städtebaulich und baugeschichtlich von Bedeutung, ein Jugendstilbau (Klinkerfassade). Klinkerfassade, Betonfenstergewände, ornamentaler Schmuck, Jugendstileinfluss, repräsentatives Gebäude, Holzpflaster in Tordurchfahrt. | 09240355 |
| Direkt Bild zu diesem Denkmal hochladen | Villa | Werdauer Straße 30 (Karte)                | um 1880 | Städtebaulich und baugeschichtlich von Bedeutung, ein Gründerzeitbau. Putzfassade, Fensterverdachungen im Erdgeschoss, Zahnschnittfries unter Traufe. | 09240354 |
| Direkt Bild zu diesem Denkmal hochladen | Doppelwohnhaus mit Einfriedung | Werdauer Straße 88; 90 (Karte)            | um 1880 | Städtebaulich und baugeschichtlich von Bedeutung, ein Gründerzeitbau mit gusseiserner Veranda. Putzfassade, reich gegliedert, originale Haustüren, Putzquaderung, Gesims, Fensterverdachungen, Balkon, Eisengitter, teils Putzquaderung, Mittelrisalit, Dreiecksgiebelchen als Fensterverdachung am Mittelrisalit, acht Achsen, längs drei Achsen. | 09240485 |
| Direkt Bild zu diesem Denkmal hochladen | Villa | Westbergstraße 3 (Karte)                  | 1911 | Städtebaulich und baugeschichtlich von Bedeutung, ein Bau im Reformstil der Zeit um 1910. Guter Originalbestand, Balkon, Veranden, Erker, figuraler Putzstuck, Fenster mit Sprossenteilung an Oberlichtern, überdachtem Hauseingang, originaler Haustür mit schmiedeeisernen Gittern. | 09240281 |
| Direkt Bild zu diesem Denkmal hochladen | Wohnhaus in Ecklage in geschlossener Bebauung | Wiesenstraße 25 (Karte)                   | um 1880 | Städtebaulich und baugeschichtlich von Bedeutung, ein Gründerzeithaus. Putzfassade mit Putznutung im Erdgeschoss. | 09240446 |
| Weitere Bilder                          | Friedhofskapelle, einige Grabstätten, Verwaltungsgebäude, Kriegerdenkmal für die Gefallenen des Ersten Weltkrieges, weiteres Kriegerdenkmal für im Ersten Weltkrieg gefallene Mitglieder der Freiwilligen Feuerwehr und Denkmal für die Opfer des Faschismus                                                        | Zeitzer Straße 1 (Karte)                  | 1865 (Friedhofskapelle) | Baugeschichtlich, künstlerisch sowie orts- und personengeschichtlich von Bedeutung, die Kapelle im neuromanischen Stil. Einzeldenkmale der Sachgesamtheit Friedhof Crimmitschau: (siehe Sachgesamtheit 092402000) - Denkmalwerte Grabstätten: - Familie Otto Grimm und Bernhard Albrecht, .....(Grabfeld …), - Max Fürst, Stadtrat, ........ – ........(Grabfeld …), - Familie Reinhard Strauss, ....... (Grabfeld …), - Familie Arno und Louis Bürgner, ........ (Grabfeld …), - Paul Heinrich Trützschler, .......... in Gestaltung ungewöhnlich, plastische Darstellung eines sitzenden Schlossers oder Gießereiarbeiters mit Werkzeug – Hammer, Meißel, Schraubstock und Zahnrad, .. (Grabfeld …), - David Oehler, ..........(Grabfeld …), - Ehrenmale: - Kriegerdenkmal für die Gefallenen des Ersten Weltkrieges, - Kriegerdenkmal für die im Ersten Weltkrieg gefallenen Mitglieder der Freiwilligen Feuerwehr im Grabfeld …, - Mahnmal für die Opfer des Faschismus im Grabfeld … , kettenzerreißende Arbeitergestalt und Sockel mit VVN-Zeichen, von Eickworth geschaffen, nach 1990 vorm Ursprungsstandort entfernt, zerlegt, später auf dem Friedhof wieder aufgestellt mit veränderter Inschrift: „Den Opfern von Gewaltherrschaft und Krieg“ (ursprünglich ausschließlich Mahnmal für die Opfer des Faschismus!). | 09301051 |
| Weitere Bilder                          | Sachgesamtheit Friedhof Crimmitschau | Zeitzer Straße 1 (Karte)                  | 1865 (Anlage Friedhof) | Baugeschichtlich, künstlerisch, landschaftsgestalterisch sowie orts- und personengeschichtlich von Bedeutung. Sachgesamtheit mit den Einzeldenkmalen (siehe oben). Gartendenkmal Friedhofsanlage: Alleensystem, überwiegend Sommer-Linde (Tilia Cordata), stellenweise Rosskastanie (Aesculus hippocastanum), gegenständig, zweireihig, ohne Schnittstellen. | 09240200 |
| Direkt Bild zu diesem Denkmal hochladen | Villa mit Einfriedung | Zeitzer Straße 13 (Karte)                 | 1920er Jahre | Baugeschichtlich von Bedeutung, ein Bau im Reformstil der Zeit um 1920, mit Elementen im Stil der Moderne der 1920er Jahre. | 09301214 |
| Direkt Bild zu diesem Denkmal hochladen | Villa mit Einfriedung und Garten | Zeitzer Straße 15 (Karte)                 | 1921 | Villa zweigeschossig über etwa quadratischer Grundfläche, Annexe wie ein Eingangsvorbau, ein zweigeschossiger, gebrochener und mit eigenem Dach versehener Anbau an den Wohnzimmern, zwei halbrunde Balkons und ein halbrundes Treppenhaus lassen einen neubarock-bewegten Bau entstehen, Bauherr war der Tuchfabrikant Georg Schönfeld, die Entwürfe stammen vom Leipziger Architekten Hermann Knaus. Einfriedung mit Sockelmauer und Pfeilern aus Grünstein im Polygonalverband, die Zaunfelder ursprünglich als Holzstaketenzaun, Gliederung des Gartens zeittypisch mit ablesbarem Wegesystem, Nadelgehölzen, Rhododendren, Zierstrauchgruppen sowie Obstgehölzen und einer solitären Linde, orts-, bau- und gartengeschichtliche Bedeutung | 09307519 |
| Direkt Bild zu diesem Denkmal hochladen | Villa | Zeitzer Straße 17 (Karte)                 | um 1905 | Baugeschichtlich von Bedeutung, ein Bau im Stil des Späthistorismus mit Jugendstilanklängen, Fachwerkgiebel und -turm. Fachwerk Zwerchgiebel, Erker, Putzfassade, Fassadenschmuck, guter Erhaltungszustand. | 09240202 |
| Direkt Bild zu diesem Denkmal hochladen | Villa | Zeitzer Straße 38 (Karte)                 | um 1915 | Baugeschichtlich von Bedeutung, ein Gründerzeitbau. Putzfassade, Fenster mit geteilten Oberlichtern, Fensterläden, schlichter Bau. | 09240204 |
| Direkt Bild zu diesem Denkmal hochladen | Villa | Zollamtstraße 9b (Karte)                  | um 1900 | Baugeschichtlich von Bedeutung, ein Gründerzeitbau (Klinkerfassade). Klinkerfassade, Eckquaderung, Erker, Fensterverdachungen, Türmchen, originale Dachgestaltung. | 09240359 |
| Direkt Bild zu diesem Denkmal hochladen | Häusleranwesen | Zwickauer Straße 18 (Karte)               | um 1800 | Krüppelwalmdach, Obergeschoss Fachwerk, sozialgeschichtlich und baugeschichtlich von Bedeutung. | 09240349 |
| Direkt Bild zu diesem Denkmal hochladen | Häusleranwesen | Zwickauer Straße 20 (Karte)               | um 1800 | Obergeschoss Fachwerk, Krüppelwalmdach, nach hinten nachträglich Schleppe angebaut, sozialgeschichtlich und baugeschichtlich von Bedeutung. | 09240350 |
| Direkt Bild zu diesem Denkmal hochladen | Häusleranwesen, Hakenhof | Zwickauer Straße 28 (Karte)               | um 1800 | Obergeschoss Fachwerk, sozialgeschichtlich und baugeschichtlich von Bedeutung. Erdgeschoss zu große Fenster, wichtig für Ortsbild, Krüppelwalm-Frackdach, rückwärtig erweitert. | 09240351 |
| Direkt Bild zu diesem Denkmal hochladen | Wohnstallhaus eines Bauernhofes | Zwickauer Straße 31 (Karte)               | 1. Hälfte 19. Jahrhundert | Obergeschoss Fachwerk, Krüppelwalmdach, Erdgeschoss verändert, sozialgeschichtlich und baugeschichtlich von Bedeutung. | 09240352 |
| Direkt Bild zu diesem Denkmal hochladen | Villa mit Einfriedung | Zwickauer Straße 83 (Karte)               | um 1905 | Architektonisch, ortsgeschichtlich und baugeschichtlich von Bedeutung, ein repräsentativer Gründerzeitbau. Fensterverdachungen, Zwerchgiebel, Erker, Vorhäuschen, Volutengiebel. | 09240360 |
| Direkt Bild zu diesem Denkmal hochladen | Straßenfurt | Zwickauer Straße 116 (bei) (Karte)        | Zwischen 1884 und 1886 gepflastert, im Kern älter | Zwischen 1884 und 1886 gepflastert, Pflasterung im Fluss noch erhalten, vermutlich 2009 abgebrochen bei Straßenbauarbeiten, ortsgeschichtlich von Bedeutung. | 09240561 |